# Independentismo catalão

Estelada Blava, a versão original da bandeira pró-independência

Estelada Vermella, a versão socialista da bandeira pró-independência

O movimento pelo independentismo catalão (em catalão:  independentisme català; em castelhano:  independentismo catalán ou secesionismo catalán) é um movimento político historicamente derivado do nacionalismo catalão, que busca a independência da Catalunha. A bandeira Estelada, em suas versões azul e vermelha, tornou-se seu principal símbolo. O movimento político começou em 1922 quando Francesc Macià fundou o partido político Estat Català (Estado Catalão). Em 1931, o Estat Català e outros partidos formaram a Esquerda Republicana da Catalunha (ERC). Macià proclamou uma República Catalã em 1931, aceitando posteriormente a autonomia dentro do Estado espanhol depois de negociações com os líderes da Segunda República Espanhola. Durante a Guerra Civil Espanhola, o general Francisco Franco aboliu a autonomia catalã em 1938. Após a morte de Franco em 1975, os partidos políticos catalães concentraram-se na autonomia e não na independência.
O movimento moderno de independência começou quando o Estatuto de Autonomia de 2006, acordado com o governo espanhol e aprovado por um referendo na Catalunha, foi contestado na Suprema Corte de Justiça da Espanha, que determinou que alguns dos artigos eram inconstitucionais ou eram para serem interpretados restritivamente. O protesto popular contra a decisão rapidamente se transformou em exigências de independência. Começando com a cidade de Arenys de Munt, mais de 550 municípios da Catalunha realizaram referendos simbólicos sobre a independência entre 2009 e 2011, todos eles retornando um amplo apoio ao "sim", com participação de cerca de 30% dos eleitores aptos a votar. Uma manifestação de protesto de 2010 contra a decisão do tribunal, organizada pela organização cultural "Òmnium Cultural", contou com a presença de mais de um milhão de pessoas. O movimento popular alimentou os políticos; um segundo protesto de massa em 11 de setembro de 2012 (o Dia Nacional da Catalunha) exigiu explicitamente que o governo catalão que começasse o processo de independência. O então presidente catalão, Artur Mas, convocou uma rápida eleição geral, que resultou em uma maioria pró-independência pela primeira vez na história da região. O novo parlamento aprovou a declaração da soberania catalã no início de 2013, afirmando que o povo catalão tinha o direito de decidir seu próprio futuro político.
O governo catalão anunciou um referendo, que seria realizado em novembro de 2014, sobre a questão. O referendo iria fazer duas perguntas: "Você quer que a Catalunha se torne um Estado?" e (se sim) "Você quer que este Estado seja independente?" O governo espanhol então questionou o Tribunal Constitucional Espanhol, que o declarou inconstitucional. O governo catalão mudou-o de um referendo vinculativo para uma "consulta" não vinculativa. Apesar do tribunal espanhol proibir a votação não vinculativa, o referendo da autodeterminação catalã prosseguiu em 9 de novembro de 2014. O resultado foi uma votação de 81% para "sim-sim", com participação de 42%. Mas foi convocada outra eleição para setembro de 2015, que seria um tipo de plebiscito sobre a independência. Os partidos pró-independentes ficaram aquém da maioria dos votos nas eleições de setembro, embora tenham ganhado a maioria dos assentos. O novo parlamento aprovou uma resolução declarando o início do processo de independência em novembro de 2015 e, no ano seguinte, o novo presidente, Carles Puigdemont, anunciou um referendo vinculativo sobre a independência. Embora considerado ilegal pelo governo espanhol e pelo Tribunal Constitucional, o referendo foi realizado em 1 de outubro de 2017. Numa votação em que os partidos anti-independência pediram a não participação da população, os resultados mostraram um voto de 90% a favor da independência, com participação 43% do eleitorado.
Com base nesse resultado, em 27 de outubro de 2017, o Parlamento da Catalão aprovou uma resolução que criou uma República independente unilateralmente, por uma votação considerada ilegal pelos advogados do Parlamento da Catalunha por violar as decisões do Tribunal Constitucional de Espanha. No Parlamento Catalão, os partidos que apoiam explicitamente a independência são o Partido Democrata Europeu Catalão (PDECAT), anteriormente denominado Convergência Democrática da Catalunha (CDC); a Esquerda Republicana da Catalunha (ERC) e a Candidatura de Unidade Popular (CUP). O PDECAT e o ERC atualmente formam a coalizão Juntos pelo Sim. Os partidos que se opõem a qualquer mudança na posição da Catalunha são o Cidadãos e o ramo catalão do Partido Popular. O Partido dos Socialistas da Catalunha (PSC), o referente catalão do Partido Socialista Operário Espanhol (PSOE), oficialmente favorece uma opção federalista, embora alguns de seus membros apoiem a autodeterminação. O Podemos, o terceiro maior partido no Parlamento da Espanha, apoia um referendo. Alguns outros pequenos partidos favorecem uma forma intermediária de autodeterminação, ou pelo menos apoiam um referendo sobre a questão.

## Antecedentes e contexto

### Nascimento do nacionalismo catalão

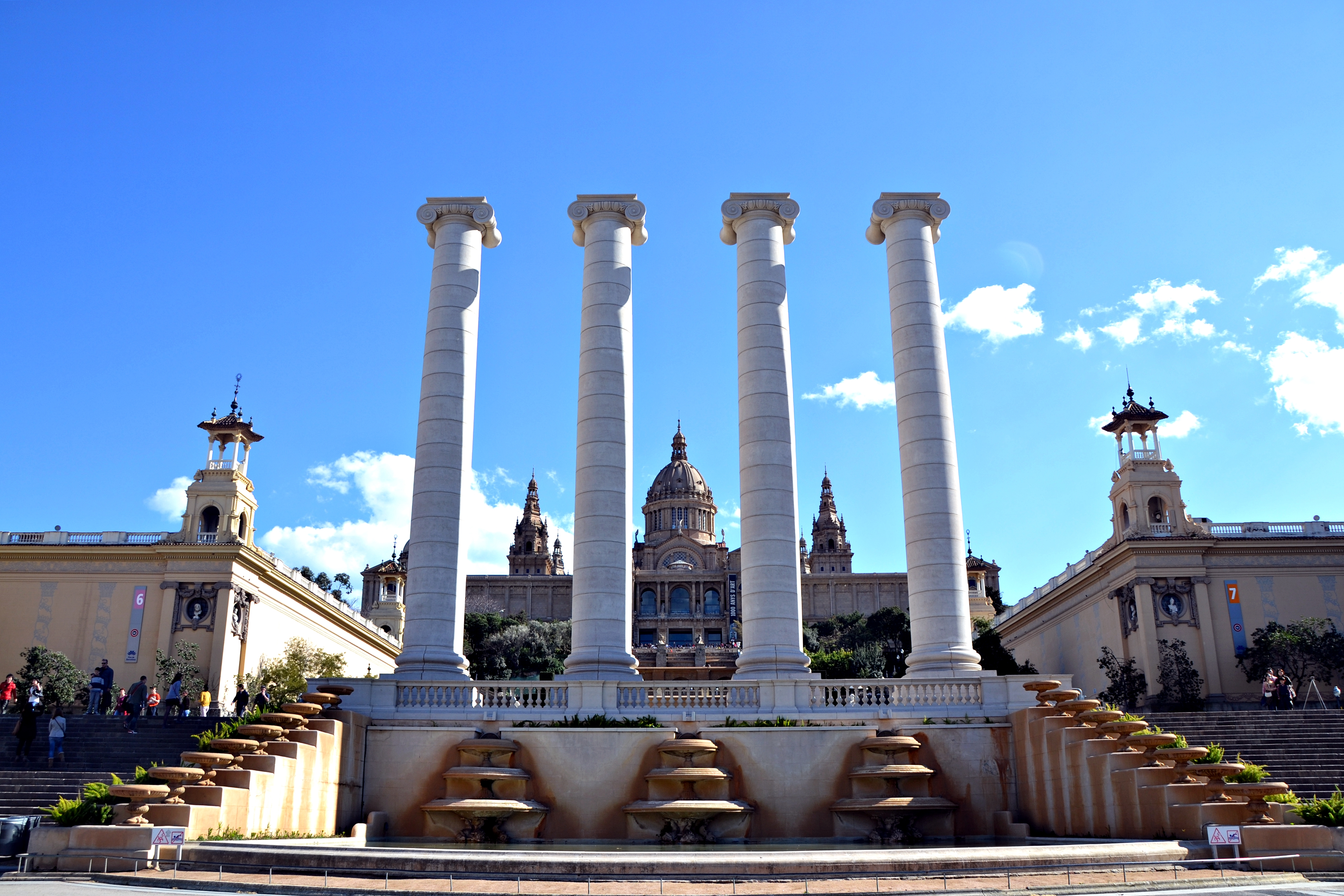
As Quatre Columnes são um monumento que quer simbolizar com os quatro paus a Bandeira da Catalunha. Foi construído em 1919 por Puig i Cadafalch transformando-se num dos símbolos do catalanismo. Foram destruídos em 1928 pela ditadura de Primo de Rivera e reconstruídas em 2010 durante a transição independentista

Na segunda metade do século XIX a Catalunha é diferente da Espanha. Tem língua própria, cultura própria, tradições próprias e visões próprias. Além disso, a nação catalã construiu-se através de uma sociedade moderna, industrial e urbana. Esta sociedade procura consolidar os seus rasgos pessoais. O movimento da Renaixença deve ser, por tanto, compreendido como a consequência de uma sociedade industrial e adaptada aos tempos que decorrem. Na Europa, o romantismo exaltou a literatura, a língua, as tradições, a história e a identidade. Influenciados por este panorama, os checos, eslovenos, croatas, sérvios, etc. começam a caminhar em direção à emancipação, ao mesmo tempo que os italianos e alemães preferem a unificação. A Renaixença catalã não deixa de ser outro movimento romântico que percebe, com a quebra da República Espanhola, que a melhor solução é emancipar-se, construindo assim o catalanismo (=nacionalismo catalão) envolta da língua, cultura, tradições, força industrial e história. Em 1833 Carles Aribau, escritor, poeta, economista e político, publica a “Oda a la pàtria” no jornal El Vapor, um poema culto escrito em catalão, onde exalta a língua catalã e a Catalunha. É considerado o ponto de início da Renaixença. O catalanismo começou a estruturar-se por volta de dois conceitos: o conceito unitário e irredentista, como no caso italiano, que concebe uma única nação catalã que compreende Valência, Ilhas Baleares e Catalunha (Andorra e o Rosilhão entram dentro da Catalunha); o conceito federal, por sua vez, concebe o catalanismo como a construção de diferentes estados catalães, unidos por federação ou separados, mas unidos por uma mesma cultura, língua, história e tradições. O primeiro conceito, a Grande Catalunha, pode ser visto na atualidade por certos territórios dos Países Catalães como ingerência depois de a Andorra ter conseguido à autodeterminação em 1994. Países Catalães é a expressão ou conceito nacionalista catalão que se refere ao conjunto dos territórios da língua e cultura catalã.

### O nacionalismo catalão durante a ditadura
O regime de Francisco Franco impôs a censura e a exterminação da oposição. Foi particularmente duro para com os catalães e os bascos porque pretendeu exterminar qualquer sinal identitário catalão e basco. As empresas catalãs foram boicotadas. Entraram em recessão. A economia entrou numa fase de paralisia. Fome, autarquia, corrupção, proibições energéticas e mercado negro. Aqueles catalães que conseguiram fugir do regime tentaram combatê-lo a partir da França, nomeadamente através de guerrilhas chamadas "maquis". Outros resolveram combater o fascismo alemão ajudando a resistência francesa. O governo catalão em exílio na França tentou fazer valer os direitos da Catalunha sem grande resultado. Outro dos grandes objetivos do franquismo foi eliminar o catalão e toda amostra de catalanidade. Para isso a propaganda foi posta ao serviço do fascismo. Houve censura de toda a publicação em língua catalã. Falar catalão era motivo de pena de morte. Nas ruas os cartazes obrigavam as pessoas a "falar a língua do império" (o castelhano). A escola foi usada para castelhanizar os bascos e catalães. As ruas, nomes próprios e outras denominações foram castelhanizadas à força. Foi proibido nas universidades e perseguido no âmbito intelectual.

### A Catalunha durante o fim da ditadura
A Transição Democrática ou simplesmente Transição é o nome que refere o período que se estende desde a morte do ditador Francisco Franco até à restauração da monarquia sob regime parlamentar na Espanha. Durante este período o regime fascista tenta resistir como pode. Em 1973, por exemplo, Luís Carrero Blanco, militar e segundo cabecilha do franquismo, é escolhido pelo regime como Presidente do Governo com a finalidade de suceder o ditador. Mas Franco desejava que o seu sucessor fosse o rei Juan Carlos de Bourbon cuja família vivia em exílio. O ditador tinha-o educado durante a sua infância para que este desse continuidade ao seu trabalho assim que chegasse à idade adulta. No dia 20 de novembro de 1975 o ditador morre acamado. Juan Carlos é proclamado pelo regime como sucessor. A 21 de maio de 1976 é restabelecido provisoriamente o Estatuto de Autonomia da Catalunha de 1932 e o governo catalão. O rei delega a um antigo franquista Adolfo Suárez a presidência do governo espanhol em 3 de julho de 1976. Em 15 de dezembro de 1976, com a aprovação da Lei de Reforma Política, a Constituição espanhola começa a ser elaborada e no mês seguinte começam a ser entregues expedientes de legalização de diversos partidos políticos. Após a ditadura nasce uma consciência favorável a dar autonomia às nações basca e catalã. Esta consciência é refletida no chamado Estatuto de Autonomia. Nas eleições de 1977 os partidos em favor do Estatuto ganham com maioria absoluta. No 11 de Setembro do mesmo ano milhões de catalães saltam à rua para reclamar “llibertat, amnistia, Estatut d'Autonomia” (do catalão, "Libertade, amnistia, Estatuto de autonomia"). No dia 6 de dezembro de 1978 a nova Constituição do reino de Espanha é aprovada por referendo. Esta estabelece um regime especial para as nações catalã e basca. Também constrói um Estado federado onde regiões são misturadas com nações. É o chamado "café para todos". É com esta expressão que os historiadores tentam explicar o processo que pretendia—e conseguiu—desvirtuar a Catalunha e o País Basco em simples regiões autonómicas. O novo estado espanhol estabelece-se em forma de monarquia parlamentar com Juan Carlos de Bourbon na chefia do estado.

### Novo Estatuto de Autonomia

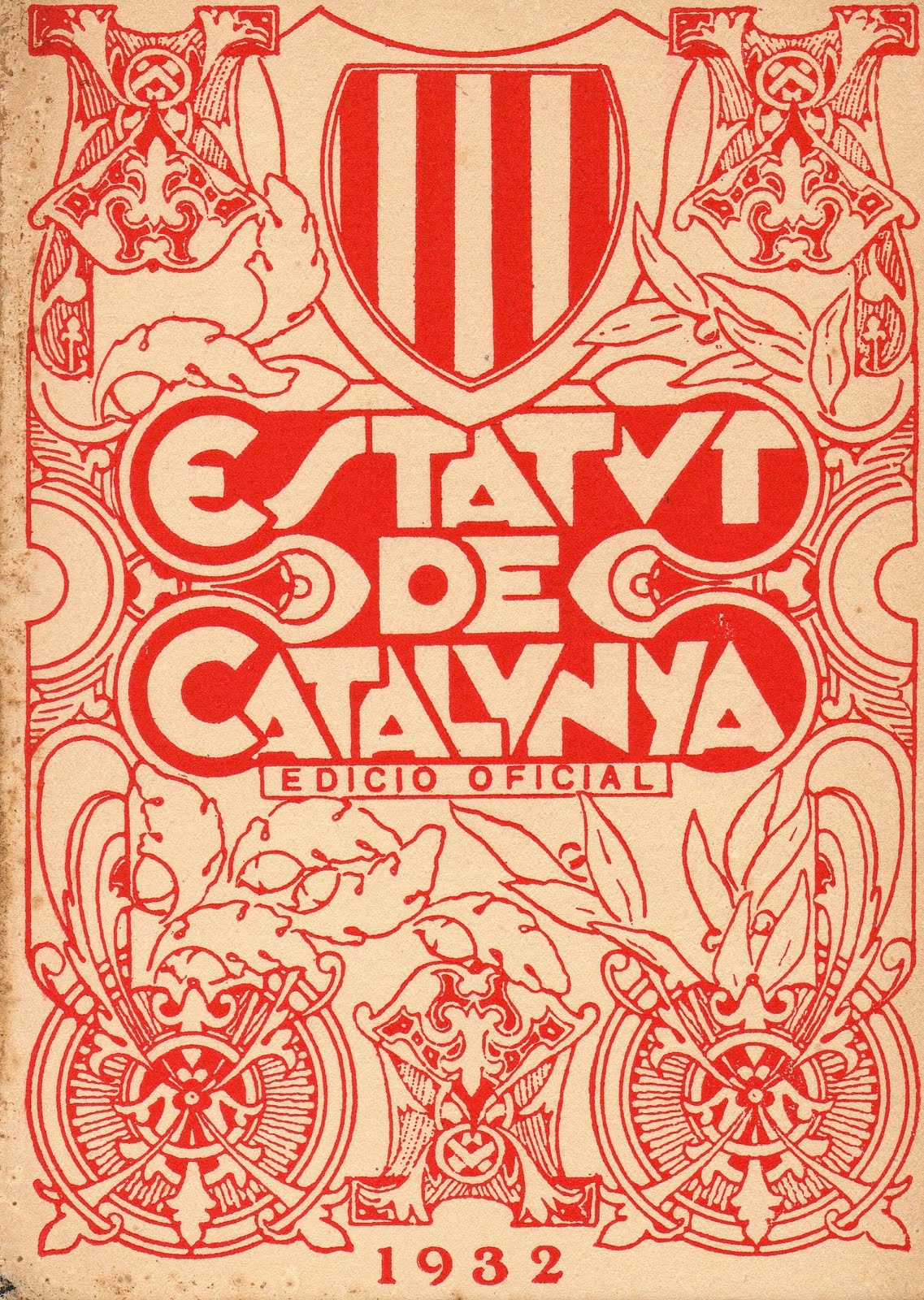
Estatuto de 1932

A entrada da democracia na Espanha foi feita sem ter em consideração as nações catalã e basca. Prova disso são os Estatutos de autonomia da Catalunha e do País Basco que definem estas nações como regiões. As línguas catalã e basca são consideradas pela Constituição espanhola como cooficiais, tendo o castelhano uma posição igualdade ao resto das línguas de Espanha. Por estes motivos, e para atender as reivindicações históricas de autodeterminação do povo catalão e basco, é que os governos catalão e basco apresentam ao governo espanhol novos Estatutos. Estes novos contratos com o estado espanhol pretendiam reconhecer as nações catalã e bascas como tais, além de defender a cultura e línguas respectivas. No caso basco a proposta do novo Estatuto, o Plano Ibarretxe, pretendia que o estado espanhol reconhecesse o direito a autodeterminação do povo basco, o direito à nacionalidade basca com plena validez política, jurídica e administrativa, um poder judicial próprio, mais autogoverno e presença nacional basca no exterior. Estas reivindicações, inscritas no novo Estatuto, foram votadas e aceites pelo povo basco através do referendo de 2004. Mas o parlamento espanhol não aceitou e resolveu a situação cedendo mais autonomia fiscal ao País Basco. No caso catalão, era reivindicada mais autonomia para o governo catalão, reconhecimento da Catalunha como nação e garantir à língua catalã o estatuto de língua veicular. Neste caso, o governo espanhol de Rodríguez Zapatero prometeu que "vou apoiar a reforma do Estatuto que aprovar o Parlamento catalão". O novo estatuto, que concebe a Catalunha como uma nação, é aprovado pelo povo catalão através de referendo. O Partido Popular, chefiado por Mariano Rajoy, manda o texto para o Tribunal Constitucional espanhol que veta 14 artigos do novo estatuto.

## Processo de independência

### Primeiros protestos

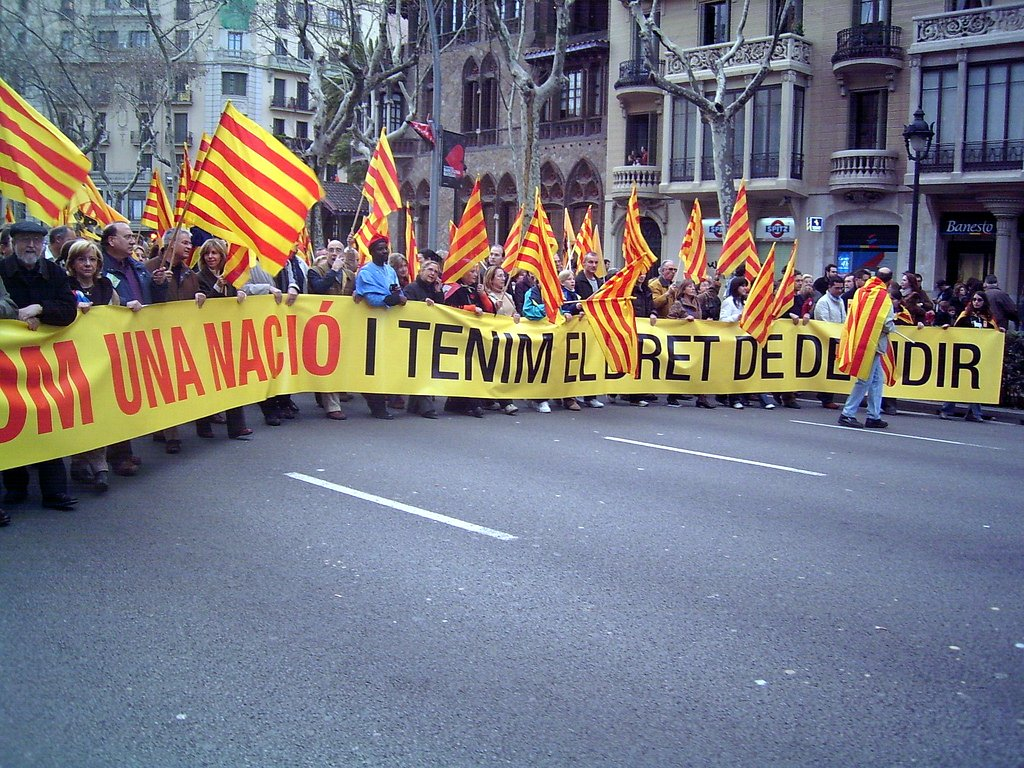
Manifestação "Somos uma Nação"

As duras negociações para conseguir um novo Estatuto foram aceites pelo governo e parlamento catalão. Mas o texto foi enviado pelo Partido Popular ao Tribunal Constitucional espanhol que vetou 14 dos 223 artigos. Foi isso o que levou a uma primeira manifestação nas ruas da capital catalã no dia 18 de Fevereiro de 2006 com o lema "somos uma Nação, temos o direito a decidir". A palavras "direito a decidir" marcaram o processo de independência porque os meios de comunicação e políticos passaram a usar essa expressão sempre que quiseram expressar o direito a votar ou a autodeterminar-se.
Um ano depois é criada uma plataforma cidadã (a Plataforma pel Dret a Decidir, do catalão Plataforma pelo Direito a Decidir) que mobiliza assinaturas nas ruas para reclamar ao parlamento espanhol a transferência da potestade de convocar referendos ao governo catalão para que este possa perguntar sobre a autodeterminação da Catalunha.
Em 2009 diferentes associações civis resolvem promover um referendo consultivo, não convocado nem organizado por instituições públicas, como mostra de repúdio às alterações feitas no novo Estatuto. O caráter não oficial do referendo fez com que pouca gente votasse. O resultado deu a vitória ao "Sim" à independência. Paralelamente, a população civil organiza uma iniciativa popular que chama as autoridades catalãs a organizar um referendo sobre a independência. Para mostrar a força da iniciativa foram convocadas 10.000 pessoas em Bruxelas.
Já em 2010 o Tribunal Constitucional altera outra vez o novo Estatuto e, entre outras coisas, nega à Catalunha o estatuto de nação. A negativa de reconhecer a Catalunha como nação não é aceite pela sociedade civil nem política. O Tribunal é acusado de pouco neutral e politizado, pois está composto na sua maioria por militantes do Partido Popular. Uma nova manifestação é convocada nas ruas de Barcelona. Cerca de 1,1 milhões de catalães saltam à rua com o lema "somos uma Nação, nós decidimos". Mariano Rajoy nega ser responsável por esta situação.
Naquele momento a polémica volta a instalar-se envolta do uso das línguas oficiais do Estado espanhol. Os parlamentares catalães são proibidos de falar catalão no parlamento espanhol. Nas ruas a polícia espanhola efetua detenções de cidadãos que preferem falar catalão. O governo catalão pretendia que pelo menos 50% dos filmes exibidos na Catalunha estivessem traduzidos para catalão (só 3% dos filmes são traduzidos para catalão), mas as majors espanholas negaram-se a isso. A polémica tem-se feito sentir depois que o Tribunal Constitucional negou ao catalão o estatuto de língua veicular. Durante o processo de independência da Catalunha a escola catalã foi objeto de crítica política. Os partidos favoráveis à unidade da Espanha não consentem que nas escolas catalãs se ensine o catalão. Acusam também os professores de doutrinar os alunos.

#### Cantar à independência
No início do processo de independência o grupo de música Els Catarres passou a estar na moda graças à canção "Jenifer". A canção relata a história dum rapaz catalão e patriota que se apaixona por uma espanhola. Como no romance de Romeu e Julieta, "Jenifer" canta ao "amor proibido". A canção é uma satírica política que conseguiu ser número um em todas as tabelas dos Países Catalães.

### Os Indignados e a independência

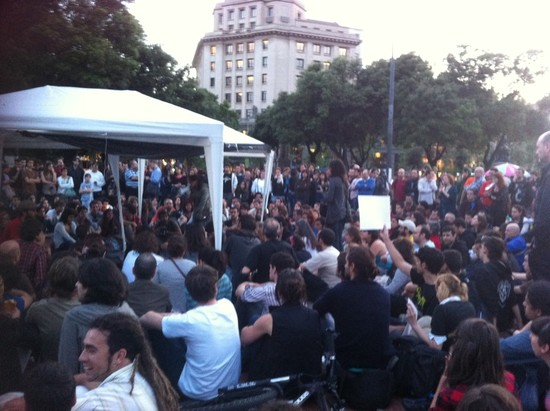
A Plaça Catalunya de Barcelona em dia 18 de maio

A crise económica derivada das Subprimes leva os cidadãos espanhóis às ruas. Barcelona, Madrid e Bilbau manifestam-se num mesmo movimento que retém a atenção da imprensa internacional. Da Spanish Revolution ao movimento dos Indignados, vários são os nomes que se deram aos protestos de 15 de maio de 2011. Mas é só com a entrada do partido Podemos (Podem, em catalão, Podemos em castelhano e Ahal Dugu em basco) na política que os protestos têm aproveitamento. O partido de Pablo Iglesias, que aparece em 2014, com o lema inspirado da campanha presidencial de Obama,  Yes We Can, diz estar a favor dum referendum de autodeterminação da Catalunha e do País Basco, entretanto explicitamente proibido pelo governo espanhol. O posicionamento do partido quebra o esquema mediático espanhol, pois é o primeiro partido político espanhol favorável a um referendo de autodeterminação e a considerar a Catalunha e o País Basco como nações. Na Catalunha o movimento dos Indignados é representado pelos partidos CUP (Candidatura de União Popular) e Podem. A CUP, contrariamente a Podemos, é explicitamente independentista. Na sequência dos protestos de 15 de maio de 2011, a CUP confronta o parlamento catalão a 15 de junho de 2011 por achar o orçamento do Parlamento um atentado ao estado do bem estar. Nos meses seguintes, a CUP consegue entrar no parlamento catalão num contexto de fortes críticas dos meios de comunicação por ser um partido comunista.
A entrada do Podemos na cena política quebra o bipartidismo do parlamento espanhol. Houve vários meios de comunicação que alimentaram esta quebra. Apontava-se uma vitória com 28,3% de apoio popular ao partido Podemos. Na imprensa internacional o fenómeno começa a ser seguido com atenção. Na imprensa francesa os cabeçalhos titulam "não à Troika, sim à Europa". Comparado à Syriza na Grécia, na França e até em Portugal, são vários os jornais que se perguntam porque razão ainda não nasceu um Podemos português ou francês. As esquerdas são acusadas de clássicas, até porque o Movimento 5 Estrelas na Itália tem tido força, conseguindo também nas Eleições europeias grande sucesso.

### Nascimento da Assembleia Nacional Catalã

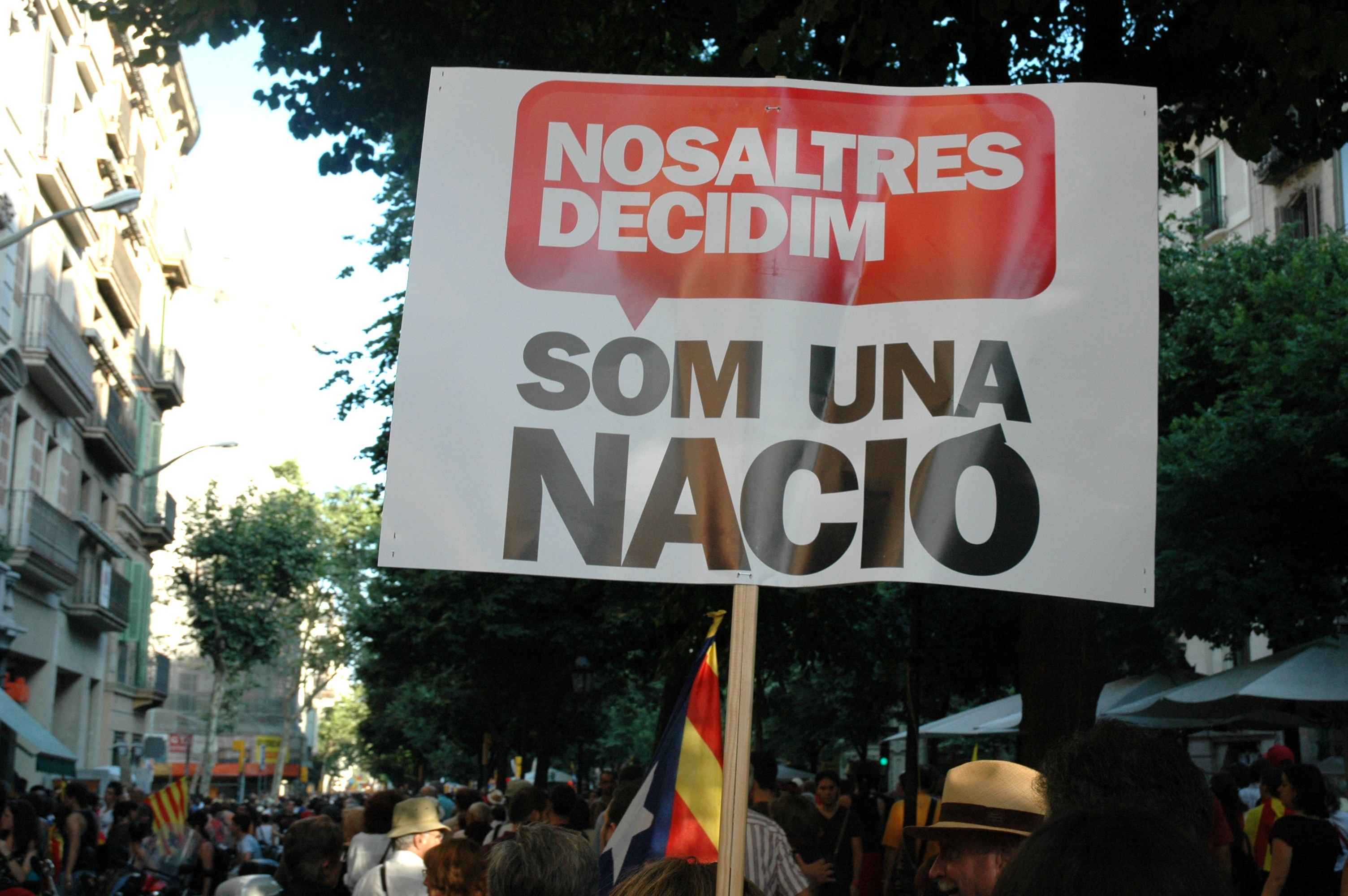
Em catalão "somos uma nação, nós decidimos"

Foi na Internet e através de mecanismos que garantiam o anonimato que se criou a Assembleia Nacional Catalã. A ANC é uma organização popular que tem como objetivo "recuperar a independência política da Catalunha através da constituição dum Estado de direito, democrático e social". A ANC será a plataforma responsável de organizar protestos e manifestações públicas em favor da independência. Também se transformou na cara visível dos catalães partidários da independência, mostrando-se como um movimento popular, unitário, plural e democrático. Nasceu dos referendos consultativos de Arenys de Munt com vocação de se transformar num movimento em favor da independência e constituiu-se finalmente como organismo cívico a 30 de abril de 2011 na Conferência Nacional pelo Estado Próprio. As manifestações da ANC foram aplaudidas pela imprensa internacional. Na mesma altura nasceu a Associação de Municípios pela Independência em Vic (Catalunha) nos mesmos itens que a ANC. A AMI é uma organização que agrupa diferentes entidades locais para defender a autodeterminação. As freguesias e câmaras catalãs associadas à AMI autodeclaram-se território catalão livre em 2011. A aparição da AMI tem sentido no processo de independência da Catalunha porque foi o organismo que garantiu a realização dos referendos não autorizados pelo estado espanhol. Parente o êxito da ANC o unionismo sentiu a necessidade de criar uma plataforma que apoiasse a união entre a Catalunha e Castela. A Sociedade Civil Catalã nasceu no ano 2014 no dia de São Jorge. Nunca conseguiu o mesmo êxito que a ANC e a plataforma foi alvo de críticas por ter vínculos com a extrema direita. A União Europeia premiou a plataforma com o Prémio Cidadão Europeu;

#### Um movimento plural e integrador
Segundo a revista Politico "a Catalunha é uma nação de imigrantes". Historiadores concordam com o facto de que a Catalunha teve vagas de migração importantes na sua história. A integração dos novos cidadãos é uma questão de atualidade na Catalunha. Ativistas e partidários da independência são em muitas ocasiões originários doutros sítios. É o caso, por exemplo, de Gabriel Rufián, líder do partido independentista Esquerda Republicana de Catalunha. Originário do sul da Espanha, tornou-se na cara visível dos filhos de imigrantes espanhóis favoráveis à independência. O jornal argentino Clarín destacou em 2017 que os cidadãos argentinos têm o futuro da Catalunha nas suas mãos pois eles também têm direito a voto. A revista Politico garante que "num momento de crescimento da xenofobia na Europa, os nacionalistas catalães foram extraordinariamente acolhedores para com os imigrantes". Neste sentido é necessário destacar o papel da associação Súmate criada em 2013. Súmate é uma associação apartidária sem fins lucrativos que se apresenta como a cara visível dos catalães originários da Espanha que são favoráveis à independência. A organização garante que a "Catalunha é tratada como uma colónia" e quiz ajudar a somar independentistas nas zonas da Catalunha habitadas por imigrantes. Yanis Varoufakis, ex-ministro da Economia grego, opinou que "não vejo paralelismos entre o Brexit e a Catalunha [...] o Brexit foi o resultado dum provincianismo militante com ares xenófobos sobretudo impulsionado por pessoas marginalizadas pelo stablishment e contra a União Europeia. Os catalães não são assim. Em primeiro lugar, não são racistas nem xenófobos. Em segundo lugar, querem ser parte da União Europeia. Simplesmente não querem ser parte da Espanha [...] a comparação mais adequada é entre a Catalunha e a Escócia".

### Estratégia do diálogo
Assim como no caso basco, após a sentença do Tribunal Constitucional espanhol, o governo catalão negociou com os partidos políticos da oposição uma autonomia fiscal acrescida. Esta negociação, chamada de Pacto Fiscal, foi apresentada ao presidente da Espanha, Mariano Rajoy. Este recusou o pacto. Perante esta decisão, o presidente catalão, Artur Mas, declarou que a Catalunha devia fazer uma reflexão profunda e tomar decisões.
O 11 de Setembro de 2012 traz para à rua cerca de 1,5 milhões de catalães a reclamar “Catalunha, Novo Estado da Europa”. O protesto teve seguimento na imprensa internacional. Nos jornais catalães e espanhóis já se preenchiam páginas com sondagens que reflectiam uns 80% de população favorável à organização dum referendo de autodeterminação.
Uma vez que foi impossível negociar o Pacto Fiscal, o governo catalão optou pela estratégia do diálogo. Isto quer dizer que o governo catalão propôs a negociação de um referendo de autodeterminação pactado como proposta de solução feita ao governo espanhol para esta situação. Por este motivo, o parlamento catalão aprova uma resolução no dia 27 de setembro de 2012 onde pede ao governo espanhol que autorize um referendo. O governo espanhol responde que não autoriza, que a Espanha não é divisível, que a Catalunha não é uma nação e que o referendo não é legal. Os argumentos do governo de Mariano Rajoy para impedir o referendo baseiam-se no artigo 2 da Constituição espanhola que diz que a Espanha se fundamenta na "indissolúvel unidade da Nação espanhola, pátria comum e indivisível de todos os espanhóis". Com base neste artigo o governo espanhol considera o referendo ilegal e não reconhece a nação catalã. Para os unionistas à autodeterminação só existe em caso de descolonização e de nações sob conflito de guerra. Como a Catalunha não é uma colónia, não pode pedir a secessão. Por sua vez, o governo catalão considera o referendo legal com base no mesmo artigo segundo da Constituição espanhola porque reconhece a existência de "nacionalidades" na Espanha. Com base nisto o independentismo refere que a Carta das Nações Unidas, aceitada e assinada pelo Reino de Espanha, reconhece o direito à "autodeterminação dos povos". A Carta das Nações Unidas não distingue nações colonizadas de nações não colonizadas.
Para responder às manifestações ocorridas a 11 de setembro de cada ano, o parlamento catalão aprova no mês de janeiro de 2013 uma Declaração de Soberania, com maioria absoluta, onde se compromete a ouvir a voz do povo e fazer todos os possíveis para que se possa celebrar um referendo de autodeterminação na Catalunha. O governo catalão propôs então o referendo ao governo espanhol repetidas vezes. Este responde sempre que não o autoriza. Para resolver a situação o partido socialista espanhol propôs uma reforma da Constituição para construir um Estado federal (a Espanha já é um estado federal). É a chamada "terceira via". Segundo as sondagens, 27,8% dos catalães aceitavam a Constituição. No entanto, Mariano Rajoy recusa negociar uma reforma da Constituição. Então o partido político Podemos propõe um referendo acordado, mas o partido socialista acabou por não aceitar porque não reconhece a Nação catalã. O ex-presidente espanhol, Aznar, pediu punho firme para com o independentismo catalão, declarando que "qualquer referendo é ilegal".

### Pacto Nacional pelo Direito a Decidir
Novas eleições são organizadas com o lema de campanha “Direito a decidir” no ano 2012. Os partidos favoráveis ao referendo foram apoiados com maioria absoluta. Isso fez com que no dia 23 de janeiro de 2013 o presidente catalão, Artur Mas, criasse um Conselho Assessor para a Transição Nacional cuja missão seria preparar as instituições catalãs para uma eventual secessão. No mês de junho do mesmo ano, instituições, organizações não governamentais, sindicatos e outros organismos civis assinam conjuntamente o chamado Pacto Nacional pelo Direito a Decidir. O documento compromete os assinantes a defender o referendo. Foi elaborado como prova de que a população catalã quer que seja organizado um referendo. Entretanto as estatísticas dos jornais apontam que 55% dos catalães são favoráveis à autodeterminação.

### Cadeia Catalã

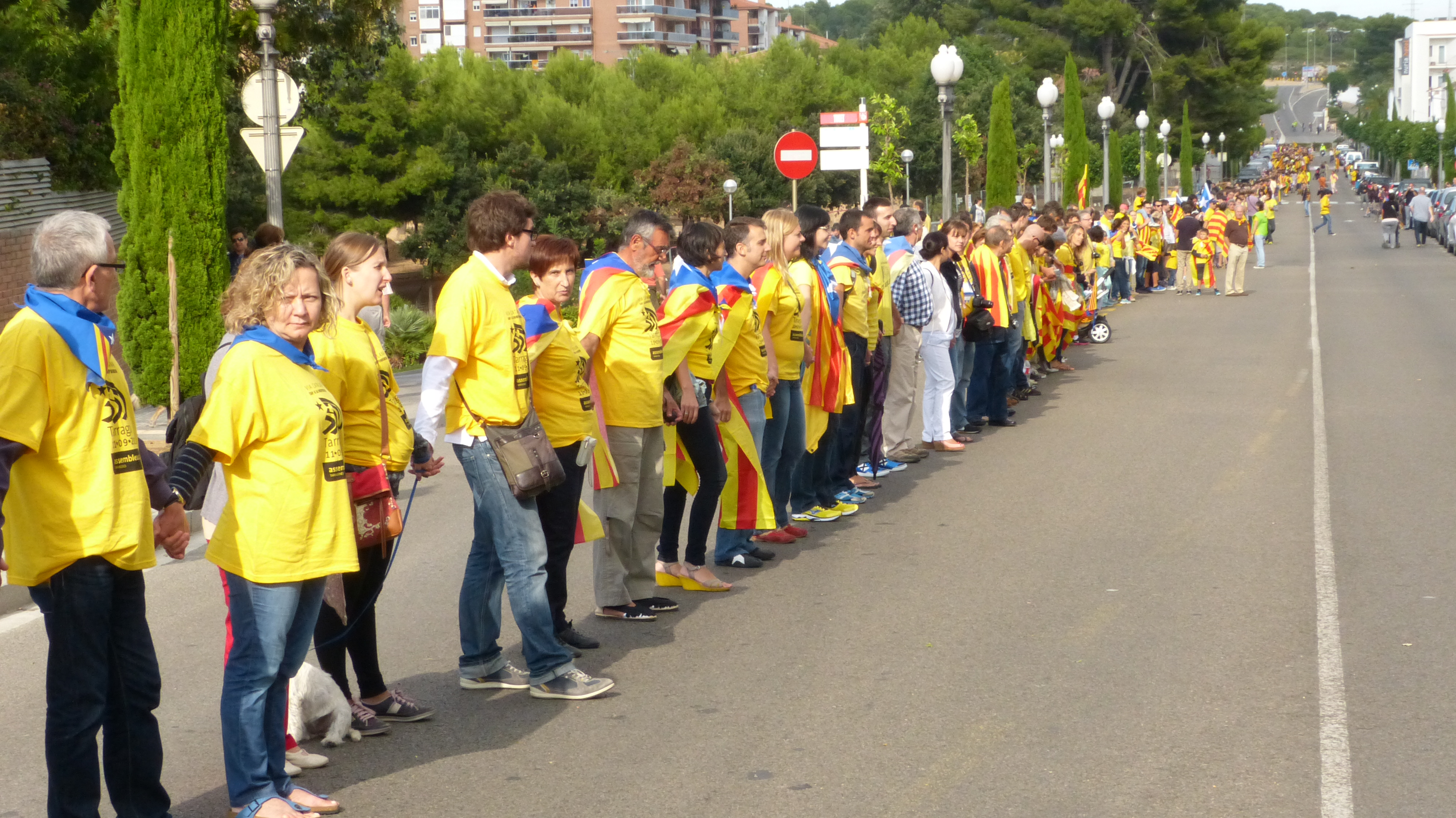
Via Catalã

No dia 11 de Setembro de 2013 a Assembleia Nacional Catalã organiza uma cadeia humana que percorre a Catalunha de cima a baixo para reclamar independência. A cadeia humana foi inspirada na Cadeia Báltica que se tinha organizado nos anos 90 na Lituânia, Estônia e Letónia para reclamar a autodeterminação destas nações. Questionados pela Agência de Imprensa catalã, o presidente letão e lituano dizem estar dispostos a reconhecer a independência da Catalunha se os catalães assim expressarem nas urnas. O governo espanhol convoca os dois presidentes numa reunião expressa para pressioná-los e obrigá-los a retificar. O letão não cede.
Em 2014, o parlamento catalão aprova com 79% dos votos a Lei de Consultas cuja finalidade é celebrar um referendo consultivo, ou seja, não vinculante. O governo espanhol manda a Lei aos tribunais.
O impedimento de poder celebrar um referendo na Catalunha leva o parlamento catalão a celebrar um referendo encoberto. Ou seja, dando-lhe outro nome, "consulta popular", mas garantindo a celebração dum referendo. Não sendo vinculativo, foi só uma amostra de desobediência para com Madrid. Neste referendo todo catalão maior de 16 anos podia participar. Foram convocadas 6,3 milhões de pessoas. O unionismo reagiu iniciando uma campanha de boicote das eleições pedindo aos catalães para que não fossem participar para deslegitimar os resultados. Vários hackers, posteriormente identificados como providentes do Estado espanhol, tentaram colapsar os computadores do governo catalão para impedir o referendo.
A Assembleia Nacional Catalã organizou uma manifestação massiva no dia 11 de Setembro de 2014 para apoiar o referendo e a independência. Os computadores da ANC também foram hackeados. A manifestação conseguiu reunir cerca de 1,8 milhões de pessoas. Cerca de 200 jornalistas apresentam-se em Barcelona, representando 40 meios de comunicação, ou seja, cerca de 100 países foram informados da manifestação. Contudo, a 9 de novembro de 2014 o "Sim" ganhou no referendo com 80,76% dos votos. A campanha de boicote conseguiu o seu objetivo: dos 6,8 catalães com direito a voto, apenas 2,3 se deslocam para votar. A jornada eleitoral foi seguida por cerca de 800 jornalistas.

#### A judicialização da política
O governo de Mariano Rajoy resolveu apresentar queixas penais contra o presidente da Catalunha. Yanis Varufakis, antigo ministro de Economia do governo de Syriza, declara na imprensa que "parece que o governo espanhol quer fortalecer o independentismo" catalão. Para dar apoio ao presidente catalão a ANC resolve duma campanha promocional onde convidou os cidadãos que participaram no referendo de se auto-inculparem nos tribunais como amostra de rejeito à política de Mariano Rajoy. Nos dias a seguir à declaração do presidente catalão, foram inculpar-se dia após dia cerca de 400 pessoas. Finalmente em 2017 o presidente da Catalunha é condenado pela Justiça espanhola a dois anos de inelegibilidade para cargos públicos. Meses após a sentença Sociedade Civil Catalã recorre os tribunais e estes condenam Atur Mas a pagar 5,25 milhões de euros por ter organizado o referendo. A sentença pronunciada pela Justiça espanhola é um exemplo da resposta que o governo espanhol deu à autodeterminação catalã. Mariano Rajoy, apoiado pelo partido socialista e por Ciudadanos, respondeu sempre com os tribunais. A presidenta do parlamento catalão, Carme Forcadell, e antiga presidenta da ANC, chegou a denunciar que "querem [o governo espanhol e partidários] destruir as nossas vidas porque não podem destruir as nossas ideias". Para o independentismo a Justiça espanhola está corrompida porque pronúncia sentenças contra um referendo já despenalizado durante o antigo governo de Zapatero.

### Referendo escocês e independência catalã

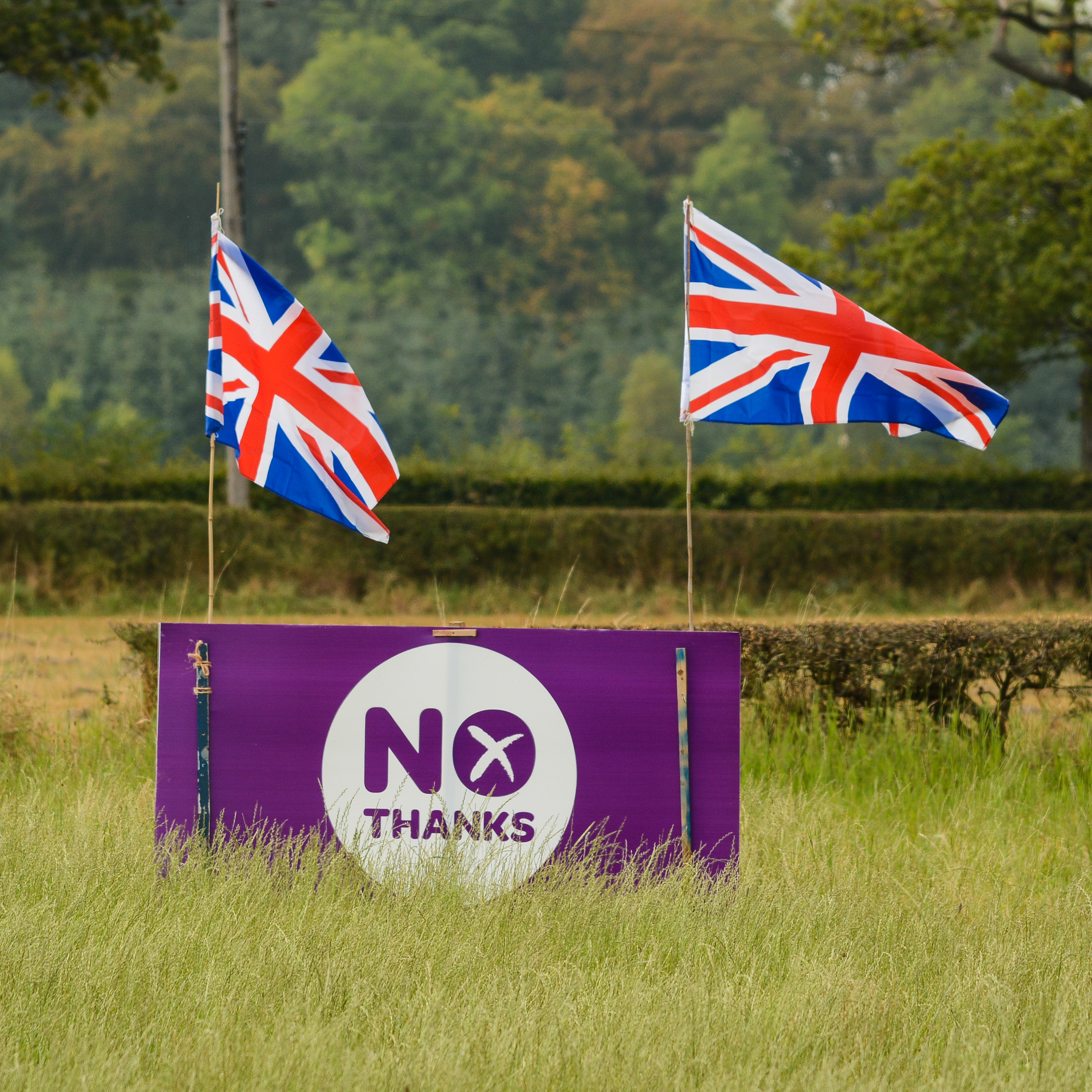
Cartaz da campanha do não à independência da Escócia

A consulta participativa catalã foi seguida pela imprensa internacional porque foi comparada ao referendo independentista escocês. A imprensa internacional desfavorável à independência catalã e escocesa usou da teoria da regionalização da Europa para divulgar a tese que a independência catalã e escocesa podia vir a balcanizar a Europa e debilitar a economia do continente. Para dar verdade à tese, foram apresentadas explicações económicas. A Catalunha e a Escócia foram apresentadas como regiões ricas e egoístas. O referendo escocês foi mal visto pelo governo espanhol que ameaçou num primeiro momento que a Escócia ficaria fora da União Europeia se votasse pelo Sim. Madrid preocupou-se pelo possível sucesso do referendo escocês. Tanto que o presidente espanhol viu entre a Catalunha e a Escócia dois casos "totalmente diferentes". A possível convocação dum segundo referendo na Escócia após o resultado do Brexit não deixou dormir Madrid. Mariano Rajoy tentou evitar que a UE negociasse a secessão da Escócia depois do Brexit. David Cameron, primeiro-ministro britânico, declarou que ele também "poderia ter proibido o referendo mais preferi deixar falar os escoceses". O presidente escocês, Alex Salmond, encorajou aos catalãs a serem "persistentes" e "não se desanimar".
- Financial Times - "...a votação pretende demostrar a Madrid e ao mundo de que os 7,5 milhões de habitantes da região desejam e merecem um estado próprio."[106]
- The Irish Times - "Não é evidente de que a maioria de catalães aposte pela independência. Mas sim que a maioria quere decidir sobre a questão."[107]
- Politico - "a Catalunha é uma nação de imigrantes"[108]
- Clarín - "os argentinos, junto com outros imigrantes de outras nacionalidades, são uma enorme força nas urnas e na sua grande maioria são pró-independência"[109]
- Le Monde - "ainda não se fez uma interpretação aberta da constituição do 78, pelo contrário, com o acesso ao poder do governo do PP […] Aznar pretendia submeter o poder judicial à sua vontade"[110]
- Rossiya 24 - "os catalães já não querem jugar com as regras de Madrid"[111]
- Diário de Notícias - "O Governo espanhol liderado por Mariano Rajoy admitiu que a "questão catalã" é o maior desafio que Espanha enfrenta em 2017"[112]
- Le Devoir - "encorajado pela forte mobilização registrada domingo num voto simbólico, o presidente nacionalista catalão Artur Mas reclama um verdadeiro referendo"[113]
- i24News - "Rajoy adverte que lutará pela unidade da Espanha"[114]
- O Globo - "Governo espanhol diz que impedirá qualquer referendo na Catalunha"[115]
- Le Temps - "Espanha-Catalunha: se uma fronteira as separasse?"[116]
- Le Soir - "Para Puigdemont, esta consulta, que diz respeitar o seu resultado, responde ao « direito legítimo à autodeterminação de uma nação milenária como a Catalunha »"[117]
- La Repubblica - "A Catalunha desafia Madrid: referendo de independência para o 1 de outubro"[118]
- The Nation - "Catalunha convoca um referendo para separar-se da Espanha"[119]
- Fox News - "O parlamento catalão desafia a decisão judicial contra a secessão"[120]
- Telesur - "o parlamento aprova fixar passos para a independência da Catalunha"[121]
- La Tercera - "o Parlamento da Catalunha desafia a justiça e aprova texto de desconexão da Espanha"[122]
- Blid - "Milhões de manifestantes catalães em favor dos seus políticos separatistas"[123]
- Folkbladet - "Catalunha em marcha pela liberdade"
- 7News - "A região espanhola da Catalunha aposta pelo referendo embora o resultado escocês"[124]
- The Peninsula - "80 000 pessoas reúnem-se em favor da independência da Catalunha"[125]
- eldiario.es - "Podemos Catalunha vai apoiar referendo como uma mobilização sem considerá-lo vinculante"[126]
- The Hindu Times - "nacionalistas catalães que achavam que isso um sonho distante, pode tornar-se realidade qualquer dia"[127]
- Le Temps - "entre Barcelona e Madrid, a pitoresca guerra económica"[128]
- Aljazeera - "a Catalunha aprova uma lei para o referendo do 1 de Outubro"[129]
- RT - "A independência da Catalunha será assim: imediata e unilateral"[130]
- South China Morning Post - "Catalunha em curso de colisão com Madrid sobre o voto pela independência"[131]
- Diari d'Andorra - "Rajoy avisa que não vai permitir a destruição da Constituição"[132]
- Le Quotidien - "Catalunha: Madrid reclama a anulação dos primeiros debates sobre o referendo"[133]
- Stuff.co.nz - "Catalunha vota para iniciar o processo de ruptura para com a Espanha"[134]
- El Universal - "Catalunha desafia a Espanha mantendo o referendo"[135]
- El Observador - "FC Barcelona apoia referendo pela independência da Catalunha"[136]
- PиA HOBOCTи - "O Parlamento da Catalunha aprovou a Lei do referendo sobre a independência"[137]
- Asia News Network - "A Catalunha vai declarar imediatamente a independência se ganhar o Sim"
- The Japan Times - "apesar da oposição de Madrid, a Catalunha vai declarar a independência se ganhar o Sim no referendo"
- Radio Popolare - "Catalunha: bye, bye Espanha?"[138]
- The Indian Express - "A Catalunha vai declarar imediatamente a independência se a maioria dos votantes da região espanhola optarem pela independência num referendo de estilo escocês"[139]
- africanews - "referendo catalão: Madrid organiza a contrarresposta"[140]
- Huffingtonpost - "manifestação massiva pela independência da Catalunha"
- RÛDAW - "seis dias após que o Curdistão vote sobre a independência de Iraque, os cidadãos da Catalunha colocam o seu próprio referendo"[141]
- Le Devoir - "o retorno do autoritarismo na Espanha"[142]
- Ságat - "Catalunha: Rigoberta pede diálogo"[143]
- DeTelegraaf - "a crise catalã aproxima-se: Puigdemont exige um mandato"
- Expressen - "a Catalunha ameaça com proclamar a independência"[144]
- RTVSLO - "Puigdemont: o governo propõe atrasar a declaração de independência"[145]
- TVR1 - "o líder separatista da Catalunha propõe ao parlamento regional suspender a declaração de independência para dialogar com Madrid"[146]

### Quebra do bipartidismo
Em 2015, com as eleições a aproximar-se, os meios de comunicação espanhóis resolvem dar voz ao partido político catalão Ciutadans (Ciudadanos em castelhano e Ciutadans em catalão; Cidadãos em português), então minoritário no parlamento catalão. O partido, de centro-direita, está em contra da independência da Catalunha e nasceu para acabar com a introdução do catalão como língua veicular nas aulas da Catalunha, mas diz ser partidário do plurilinguismo e ser de esquerdas. O partido foi vinculado à extrema direita na Catalunha por ter membros dela a militar. Albert Rivera, o seu líder, foi ex-membro do Partido Popular. O partido veio apresentar-se para os meios de comunicação espanhóis como um partido moderado. A aparição de Ciutadans veio cobrir a petição de uma candidatura de Podemos mais à direita. Podemos e Cidadãos parece ser uma resposta da Espanha ao independentismo catalão. Os novos partidos conseguiram quebrar com o bipartidismo, mesmo se há jornais que garantem que na realidade criou-se um novo bipartidismo. O partido de Podemos foi vinculado ao comunismo venezuelano após vários escândalos de financiamentos serem descobertos. Os escândalos de corrupção de Ciutadans não sempre foram visibilizados. Contudo, o objetivo final seria evitar a independência da Catalunha apresentando dois partidos rupturistas aos catalães, mas que não questionem a monarquia nem permitam um referendo.

### Eleições plebiscitárias
Em 2015 as negociações políticas no parlamento catalão viram por volta da CUP, de ERC e CiU, os principais partidos favoráveis à independência. Tinham de decidir da convocação dumas eleições plebiscitárias que substituam o referendo impossível de realizar. A data é fixada para o 25 de dezembro de 2015 após um grande período de agonia. Efetivamente os paridos independentistas, nomeadamente ERC e CiU, não conseguiam chegar a um acordo. Tinham de decidir se se apresentavam às eleições conjuntamente ou separadamente.
Paralelamente, as eleições municipais do mês de maio de 2015 apresentam um ano difícil, pois desde que foram celebradas, na Espanha e na Catalunha as eleições sucedem-se. No 24 de Maio de 2015 o partido de Pablo Iglesias consegue colocar o partido em bom lugar na capital catalã. Os partidos independentistas sumam maioria (não absoluta). Mas os resultados são difíceis de ler, pois o Podemos manteve um discurso ambíguo sobre a independência da Catalunha. O partido era favorável ao referendo, mas não se posicionava explicitamente sobre se a Catalunha devia votar sim ou não. Assim, não foi fácil afirmar que na capital catalã exista maioria em contra, nem maioria em favor. Mas evidenciou-se que a questão da independência não deixava ninguém indiferente.
Em qualquer um dos casos no 11 de Setembro de 2015 as ruas voltaram a estar cheias: 5,2 quilômetros da cidade de Barcelona encheram-se outra vez de bandeiras independentistas. Antes das eleições plebiscitárias vários parlamentos doutros países interessam-se pela questão catalã. O governo catalão é chamado para dar explicações sobre a independência e o plebiscito independentista. Os partidos favoráveis à independência uniram-se sob a sigla "Junts Pel Sí" (do catalão: Juntos pelo Sim). Só a CUP resolveu se candidatar a parte, mas com o mesmo programa eleitoral.
- Estados Unidos - O Congresso dos Estados Unidos recebe a delegação do governo catalão para se informar sobre as eleições,[160] enquanto que o ministro de assuntos exteriores espanhol visita Obama, obtendo dele: "preferimos manter uma relação com uma Espanha forte e unida", a imprensa espanhola interpreta que o presidente norte-americano se opõe à independência.[161] O Congresso Americano debate um ano depois um relatório sobre a possibilidade de um referendo à kossovar.[162]
- Bélgica - O parlamento belga recebeu a delegação do governo catalã para falar sobre as eleições.[163]
- Suíça - Cinco deputados do parlamento suíço presentam uma interpelação ao Conselho Federal para perguntar sobre as eleições catalãs e o futuro da Catalunha.[164]
- Paraguai - O parlamento paraguaiano recebeu a delegação catalã para falar sobre a independência da nação catalã no mês de agosto.[165]
- Dinamarca - No mês de maio de 2015 o parlamento dinamarquês aprova uma moção com maioria absoluta, sem votos em contra, onde se propõe à Espanha e à Catalunha de dialogar "democraticamente e pacificamente" para resolver a "questão da independência da Catalunha". O ministro de assuntos exteriores dinamarquês é interpelado pelo ministro de assuntos exteriores espanhol. Martin Lidegaard declara para à televisão pública espanhola e para a EFE que a imprensa distorceu e manipulou a moção.[166][167]
- Estónia - O parlamento da Estónia anuncia para o mês de maio que criou um intergrupo para dar apoio e seguimento à independência catalã.[168]
- Irlanda - O parlamento da República da Irlanda pede ao secretário de assuntos exteriores do governo catalão de informar sobre a questão. Vários deputados declaram que, após as discussões, encontram vários paralelismos com o processo de independência irlandês.[169]
- Uruguai - O parlamento do Uruguai pediu ao parlamento catalão informação sobre o processo de independência antes das eleições de 27 de setembro de 2015[165]

Uma das principais críticas dos contrários à independência da Catalunha antes das eleições plebiscitárias do 27 de setembro de 2015 foi sempre afirmar que na Catalunha havia uma maioria silenciosa que não desejava a independência e que não se manifestava nas ruas. Com isso, os contrários à independência tentaram demonstrar através de comparações com os referendos celebrados na Iugoslávia e antiga URSS que os cerca de 1,8 milhões de pessoas que se manifestavam cada 11 de Setembro não eram uma representação real da opinião maioritária dos catalães. Chegou-se até a afirmar que a participação nunca chegaria a 50%. Ora, no 11 de Setembro de 2015 a participação chegou a 77,45%.
Os partidos que defendiam o Sim ganharam com maioria. Se contarmos os votos o plebiscito à independência perdeu. Esta leitura das eleições foi criticada e contra-argumentada. A contra-argumentação considera que não havendo possibilidade de celebrar um referendo pelo impedimento constante do governo espanhol, não havia outra solução do que celebrar eleições com caráter plebiscitário. A percentagem de gente favorável à independência chegou a 48% e com isso, jornais internacionais, nomeadamente franceses, consideraram que o plebiscito tinha sido perdido, mas que 48% era uma percentagem elevada demais, tanto que a "Espanha tem um problema".

#### Escândalo Jordi Pujol e Operação Catalunha

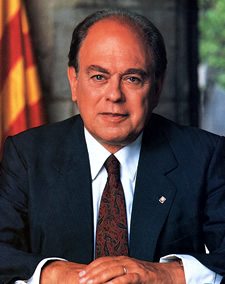
Ex-presidente da Catalunha, Jordi Pujol Ferrusola

A campanha eleitoral esteve marcada pelo escândalo Jordi Pujol. O escândalo aparece quando o jornal espanhol El Mundo denuncia em 2014 que o banco BPA (Banca Privada de Andorra) tinha fortunas escondidas do ex-presidente catalão Jordi Pujol. Dinheiro que teria levado com bolsas de plástico e passado pela fronteira andorrana para depositá-lo na BPA nos anos 1980. O governo espanhol usou do escândalo para tentar quebrar o independentismo catalão. Agentes de duana andorranos denunciaram à imprensa que o governo andorrano estava ao corrente de tais operações e tinha acordado com o governo espanhol de esconder tudo até o independentismo estalar e tentar a separação. Então, o dinheiro seria apresentado à imprensa.
A BPA (Banca Privada de Andorra) foi apontada pelo Departamento do Tesouro dos EUA por ter dinheiro da máfia russa, chinesa e com ligações na Venezuela, através de empresas de petróleo que operavam com o Irão, via Panamá. Em 2016 os proprietários do banco denunciaram à imprensa que a nota do governo americano teria sido motivada pelo governo de Mariano Rajoy que teria usado agentes da polícia para subornar BPA com o objetivo de ter mais informação sobre as contas de Pujol. Não tendo conseguido o objetivo, o governo espanhol resolveu atuar através do Departamento de Tesouro americano, pois a nota conseguiu quebrar o banco.
Por outra parte, a imprensa espanhola desvelou que o governo espanhol montou nos inícios de 2012 uma unidade especial de polícias que se dedicava a procurar, e mesmo inventar, casos de corrupção que envolvessem partidos políticos favoráveis à independência da Catalunha. Nas escutas telefónicas reveladas pelo jornal Público, o ministro de assuntos internos, Jorje Fernández Días, reconhece ter acabado com a Seguridade Social pública catalã pelo simples feito de haver um movimento independentista com força. A criação desta unidade especial passou a ser conhecida como Operação Catalunha.
Contudo, o governo espanhol conseguiu fraquejar o partido de Jordi Pujol, embora o próprio partido do governo esteja em tribunais por diversos casos de corrupção.

### Bloqueio parlamentar e crise política espanhola
Após as eleições plebiscitárias de 2015, a política catalã e espanhola entra em crise. Para formar governo o partido Junts pel Sí teve de negociar com o partido CUP a eleição do novo presidente catalão. Junts pel Sí tinha prometido levar a Catalunha à independência passando por um referendo vinculante num prazo de 12 meses. Mas por questões ideológicas e socioeconómicas até o 11 de setembro de 2016 quase nada foi feito. A CUP exigiu a Atur Mas, então presidente da Catalunha, de demitir-se por considerá-lo um político corrupto e herdeiro do escândalo Jordi Pujol. Artur Mas tinha sido designado como sucessor de Jordi Pujol e isso fez com que se relacionasse a corrupção do seu próprio partido com a sua própria figura política. A continuidade do projeto político independentista catalão esteve sob as mãos da CUP durante três meses. Junts pel Sí não podia arriscar novas eleições, Artur Mas resolveu não se apresentar e renunciar. Em troca a CUP dava apoio ao governo independentista de Junts pel Sí (CDC e ERC).
Mas novas diferenças ideológicas travaram a legislatura. A CUP resolveu não apoiar o orçamento de Estado do partido Junts Pel Sí por achá-lo pouco social e próximo às políticas neoliberais do partido de Artur Mas. Carles Puigdemont, novo presidente, emendou uma moção de confiança para o mês de setembro de 2016. O bloqueio enjoou a população catalã, mas não só. Na Espanha as eleições sucedem-se: três voltas eleitorais num ano. Um verdadeiro recorde para um país que nunca viveu tal situação. Em causa estão os resultados. O Parido Popular, de Mariano Rajoy, conseguiu ganhar a todas as voltas, mas sem maioria absoluta. Para poder formar um governo estável Mariano Rajoy precisava do apoio parlamentar dalgum partido da oposição. Tanto Podemos, Cidadãos como o partido socialista começaram a brincar com a investidura de Rajoy. A questão de fundo, porém, não teve a ver com a formação dum novo governo. Não foram as políticas de austeridade de Mariano Rajoy, nem se quer o “cambio” (mudança) que supostamente o partido socialista, Ciudadanos e Podemos queriam colocar, mas sim a questão catalã e basca. Podemos não quiz ajudar a investir nenhum presidente ou partido que não estivesse de acordo com um referendo para o povo catalão. Durante cerca de um os quatro partidos espanhóis fazem e desfazem pactos de apoio à governabilidade, sem verdadeiros resultados, o conjunto numa verdadeira instrumentalização mediática.
Contudo, a manifestação do 11 de Setembro de 2016 ficou tocada. Saíram à rua por volta de 800 000 a 1 000 000 pessoas, cifras longe dos 1,4 milhões de anos anteriores. A situação fez descer a participação. Durante cerca de 5 anos uma média de 1,5 milhões de catalães se manifestaram ano após ano em favor da independência nas ruas de Barcelona. Nenhum outro movimento europeu conseguiu atingir tais cifras.

#### A primeira Constituição
Após ter desbloqueado e elegido novo presidente, o governo catalão trabalha para a construção da nova República: apresenta-se o projeto de Seguridade Social, apresenta-se a Agência de Tributação de Impostos, apresenta-se a Lei da Transitoriedade Jurídica e Fundacional da República, estuda-se a possibilidade de criar um banco central catalão, convoca-se um referendo vinculante para o mês de outubro e apresenta-se o primeiro Ministério de Assuntos Exteriores. Este último promove uma primeira campanha diplomática pelo mundo. O governo espanhol suspende o novo ministério, mas o governo catalão recorre e continua com a campanha diplomática. Então o governo espanhol resolve asfixiar o governo catalão. Mariano Rajoy manda também para os tribunais o novo orçamento catalão porque prevê dinheiro para organizar o referendo vinculante para o mês de outubro de 2017. Na mesma altura é apresentada uma primeira Constituição: o juiz catalão Santi Vidal é expulso da profissão por ordem do governo espanhol que não aceita que relatasse um esboço de Constituição para a nova Catalunha independente. O novo texto jurídico pretendeu ser moderno, pois seguiu as pautas da Constituição islandesa. Houve grande debate por volta da oficialidade do catalão na nova República e do estabelecimento de modelos democráticos parecidos ao dinamarquês ou suíço.

### Referendo de autodeterminação em 2017

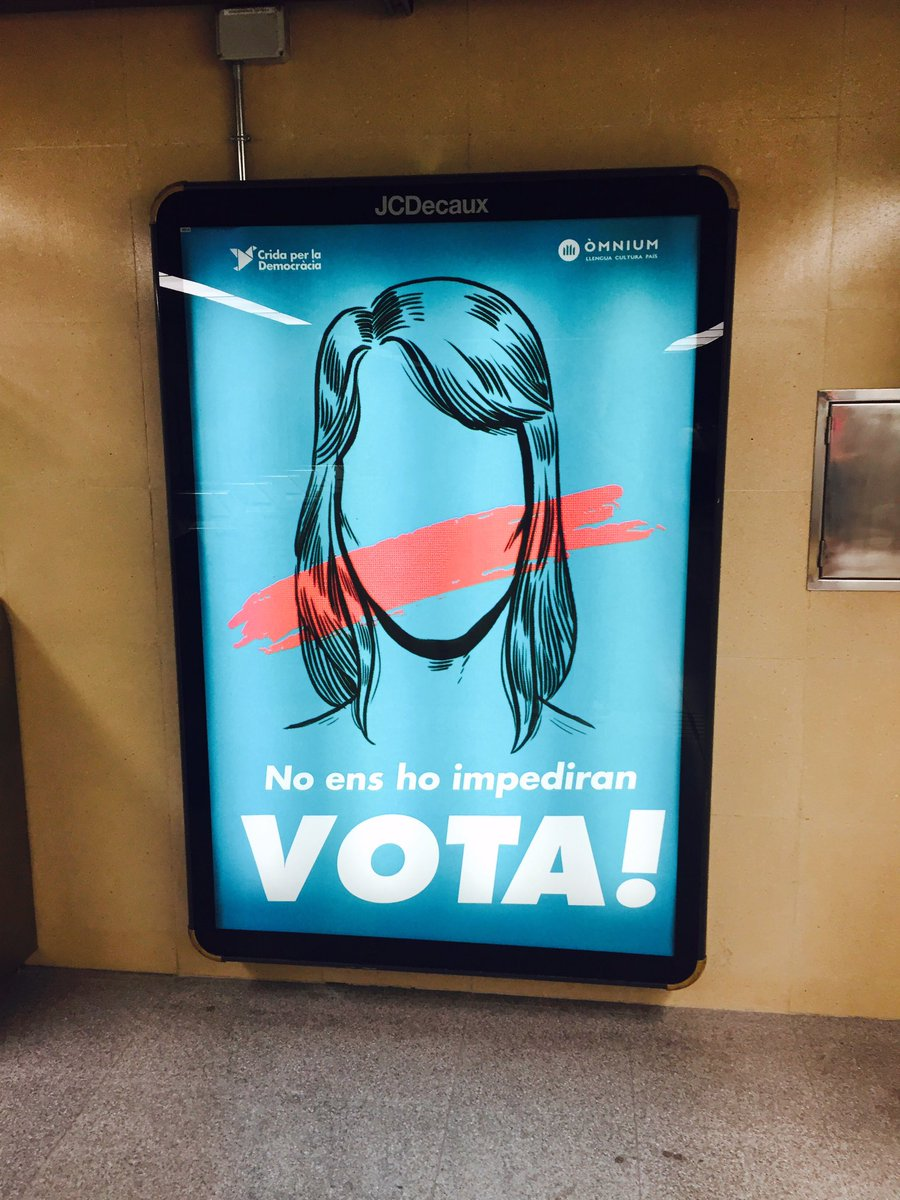
Campanha em favor do referendo de autodeterminação "Não nos vão impedir: vota!" proibida por ordem de Espanha

Em vista do referendo para o mês de outubro, Mariano Rajoy pede à Justiça de atuar por sua conta com o apoio de socialistas e Cidadãos. Esta proíbe a celebração do referendo, proíbe debates sobre o referendo, proíbe promover ou informar sobre o referendo, manda polícias nas ruas para impedir a campanha do Sim, pede para fechar sites na Internet e manda também polícias às redações de jornais,... sem impedir manifestações fascistas da Falange Española. As ações da Justiça espanhola foram qualificadas de "repressão". Mais de 700 autarcas foram interpelados pela Justiça espanhola que os pressionou para impedir a realização do referendo. Para deslegitimar o referendo o governo espanhol fez pressão na Europa para obter declarações contrárias à independência e difamou quem não aceitou posicionar-se em contra. O governo basco criticou a atitude do governo espanhol. Contudo, a polícia espanhola carregou contra os votantes usando a violência. Houve cerca de 800 feridos. Isto dificultou a celebração normal do referendo mas não o impediu. As sondagens apontavam que o referendo teria conseguido uma participação de 62% com uma vitória de 83% do "Sim". O Conselho da Europa pediu uma investigação independente para esclarecer sobre a violência policial. O "Sim" ganhou com 90,09% e o "Não" ficou a 7,87%. A jornada esteve marcada pelos cravos como mimetismo à Revolução portuguesa do 25 de Abril de 1974.
No 11 de setembro de 2017 voltaram a sair às ruas milhões de catalães a reclamar independência. O prémio Nobel pela Paz, Ahmed Galai, apoiou a autodeterminação nesse dia defendendo a "legalidade e legitimidade" do processo independentista catalão. Aproveitando a ocasião, vários meios de comunicação publicaram sondagens sobre o referendo. Segundo o jornal ARA um 70% da população catalã era favorável a um referendo e 50% era favorável a convocá-lo mesmo com a proibição explicita do governo espanhol. Os catalães condenariam a atitude repressiva do governo espanhol.

#### Operações policiais para impedir o referendo
No dia 20 de setembro de 2017 agentes da polícia espanhola detêm o secretário-geral do Departamento de Economia catalão, Josep Maria Jové Lladó, e 13 pessoas mais, entre elas políticos independentistas, na sequência das ações judiciais contra o referendo na Catalunha. A polícia procurava material que servisse para celebrar o referendo. Então o governo espanhol intervém as contas do governo catalão. O povo catalão saltou às ruas. Milhões de pessoas se concentraram no centro da capital catalã a reclamar independência. A intervenção policial é vivida como um assédio e um "golpe de Estado". Políticos europeus condenam a ação policial, sentindo-se "preocupados" pela "deriva repressiva" do governo espanhol. Manifestantes dirigiram-se à porta dos Tribunais para pedir a libertação dos políticos. A concentração manteve-se dia e noite até a libertação dos detidos. Deputados do Reino Unido e da Estônia pediram a Rajoy de acabar com as medidas repressivas e dialogar. A Comissão Europeia declarou que a questão catalã é uma preocupação para a EU. O ativista Edward Snowden criticou o governo espanhol num twitter onde qualificou a ação do governo espanhol como "violação" dos direitos humanos. O golpe ao governo catalão viu nascer uma reação até aquele momento inexistente. Os jornalistas espanhóis tiveram dificuldades para cobrir a notícia porque os manifestantes os incomodavam ao grito de "imprensa espanhola manipuladora". O presidente da Assembleia Nacional Catalã, Jordi Sànchez, e o presidente da associação cultural Òmnium, Jordi Cuixart, responsáveis pelos protestos em contra das detenções da polícia espanhola foram encarcerados preventivamente por terem-nos organizado. A decisão de encarcerar os dois líderes independentistas transformou-os nos primeiros presos políticos do processo independentista catalão. Milhões de pessoas saíram à rua reclamar a libertação de Jordi Sànchez e de Jordi Cuixart.

### Declaração de Independência
Após o referendo as ruas de Barcelona e Madrid encheram-se de protestos. Dezenas de milhares de pessoas, estudantes na sua maioria, encheram o centro de Barcelona dois dias depois do referendo numa manifestação pacífica para criticar a violência da polícia utilizada no referendo e pedir a independência da Catalunha. Simultaneamente, uma greve geral convocada na Catalunha por cerca de 40 organizações sindicais, políticas e sociais teve uma adesão elevada em setores como os transportes, o comércio ou a agricultura. Uma semana depois cinco mil pessoas se manifestam em Barcelona para pedir diálogo ao mesmo tempo que em Madrid 50 000 pessoas se reúnem para defender a unidade da Espanha. E um dia depois por volta de 350 a 950 mil pessoas se manifestaram em Barcelona em contra da independência. Convocados por Societat Civil Catalana, foi o protesto mais numeroso do bando unionista com o lema "Prou! Recuperem el Seny" (do catalão, "Chega! Recuperemos o Juízo"). Após o referendo o presidente da Catalunha, Carles Puigdemont, declarou numa mensagem institucional de que os resultados do referendo davam "o direito" a Catalunha "a ter um estado independente" e por isso pedia mediação internacional entre a Catalunha e Espanha. Rajoy recusou negociar qualquer mediação. No Conselho dos Direitos Humanos da ONU pediu-se mediação internacional. O presidente do País Basco e a Suíça propuseram-se como mediadores. Angela Merkel teria ligado a Mariano Rajoy para lhe pedir que procurasse vias de diálogo. O ministro de Assuntos Exteriores italiano se teria proposto ao governo catalão como mediador para garantir uma solução que comporte a unidade da Espanha. Mediadores teriam pedido ao presidente catalão de atrasar a declaração de independência e propor diálogo ao governo espanhol. O presidente do Conselho da Europa, Tusk, pediu a Puigdemont de não anunciar nada que entrave o diálogo. Por esse motivo no dia 10 de Outubro de 2017 o presidente da Catalunha assumiu a Declaração de Independência da Catalunha mas pediu ao parlamento catalão de suspender os seus efeitos temporariamente para dialogar com Madrid. O diálogo foi proposto "sem condições prévias".
O governo espanhol rejeitou a proposta de mediação, "não há mediação entre a Lei e a ilegalidade", acusou o independentismo de "questionar o império da Lei e o Estado de direito" e de querer "impor" a independência. Para o governo espanhol "o que não é legal não pode ser democrático" e por isso recusou qualquer diálogo que vá mais além do "autogoverno e financiamento" da Catalunha, admitindo que a Constituição não é perfeita. Contudo, o governo espanhol deu 5 dias ao presidente catalão para anular a Declaração de Independência e propôs uma reforma da Constituição, mas advertiu de que não serviria para propor referendos de autodeterminação. O partido de Mariano Rajoy declarou-se, neste sentido, disposto a ilegalizar programas eleitorais contrários à unidade da Espanha, o que significa na prática ilegalizar partidos políticos contrários ao governo. O governo catalão não anulou a Declaração de Independência, mas encorajou ao governo espanhol a dialogar e acabar com a repressão, dando dois meses ao presidente espanhol antes de levantar a suspensão. Milhões de pessoas manifestaram-se em Barcelona logo no dia da suspensão para protestar e reclamar a libertação dos presos políticos. O parlamento catalão levantou a suspensão da Declaração de Independência e a independência ficou declarada. O governo francês não reconheceu a Declaração de Independência, embora as sondagens indicarem que o povo francês reconhece os resultados do referendo de 2017. A Declaração de Independência fez fugir empresas espanholas e catalães para Madrid. Em voz do primeiro-ministro da Bélgica, Charles Michel, a União Europeia deveria intervir e colocar a mediação só em caso de fracassar o diálogo entre governo espanhol e catalão. É sobre o processo de negociação da secessão que houve diferentes no âmbito internacional. A secessão da Catalunha podia vir a desintegrar a Espanha e balcanizar a Europa. Visto com otimismo por uns e com decepção por outros, a questão catalã tornou-se num assunto internacional.

#### Modelo a seguir

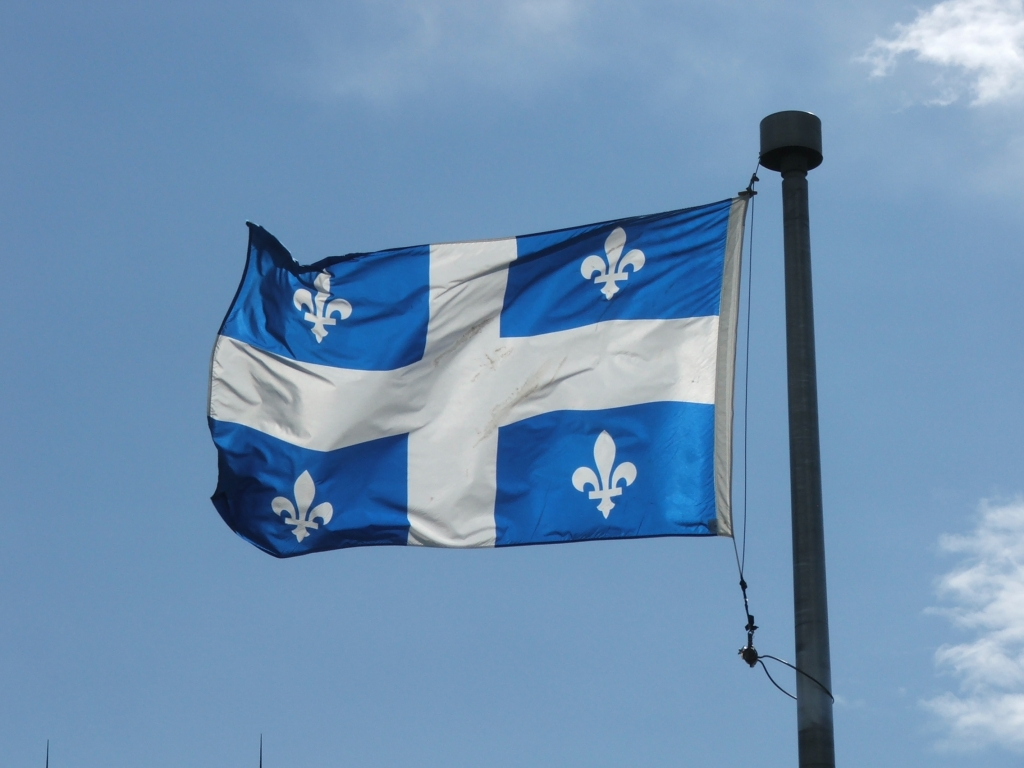
Bandeira do Quebec

O processo de independência catalão tornou-se num exemplo para outras nações sem estado como o Curdistão, o País Basco, a Escócia ou até o Quebec. No Curdistão iraquiano foi convocado um referendo com a mesma organização que os referendos catalães. Na Venezuela a oposição organizou no mês de julho de 2017 uma consulta com as mesmas características que o referendo catalão. Na Colômbia são realizadas umas eleições plebiscitárias em 2016. No País Basco são realizadas consultas populares que imitam os referendos consultivos de Arenys de Munt. Em Andorra o partido socialista ameaça o governo com eleições plebiscitárias se não permite um referendo sobre a transformação de Andorra numa República. No Quebec os independentistas apostaram pela "estratégia catalã" para conseguir o seu objetivo.

#### Balcanização da Europa
O jornal quebequês Le Devoir escrevia após o golpe de Estado ao governo catalão "o silêncio da Europa esconde mal as suas preocupações". Efetivamente a Comissão Europeia foi questionada insistentemente sobre o cenário catalão. Embora a persistência da imprensa, a União Europeia manteve sempre a mesma postura: a questão catalã é uma questão interna do Estado espanhol e no caso duma Catalunha independente, o novo país deveria passar pelo processo de adesão se quiser integrar a UE. A agência Reuters conseguiu fazer falar políticos europeus sob anonimato que expressaram "preocupação" e anunciaram que a EU ficaria em silêncio. Diferentes causas podem ser apresentadas para compreender esta atitude. A possibilidade de criar um precedente que alimente os independentismos da Córsega ou do País Basco preocupa a União Europeia. A França e a Espanha essencialmente (até mesmo a Rússia) são estados que não querem imaginar a secessão de nações existentes no seu próprio território. É conhecido o conflito belga que trouxe várias constituições ao país assim como um recorde de sem governo por causa do nacionalismo flamengo. Manter o status quo pareceu mais importante do que defender os direitos essenciais dos europeus. Esta atitude foi criticada por jornalistas de vários países europeus que acusaram a Comissão Europeia de manter um duplo discurso: condena o autoritarismo da Turquia mas não fala sobre o autoritarismo da Espanha. Jornalistas chegaram a perguntar a Comissão Europeia "quantos feridos precisam para intervir?". Este duplo discurso viu-se evidente quando após o Brexit, Juncker, declarou ter "a porta muito aberta" a uma Escócia independente. Tendo o Brexit como fundo, não faz sentido que a Comissão Europeia aceite a balcanização do Reino Unido, mas não da Espanha. O presidente russo Vladimir Putin chegou a criticar a União Europeia pelo seu duplo discurso para com a independência da Catalunha. O presidente considera que a Europa foi a principal promotora do separatismo quando reconheceu a independência das ex-repúblicas soviéticas e agora encontra-se no dilema de reconhecer uma independência indesejada. Esta preocupação infundada por ver balcanizar a Espanha foi suficiente para dar apoio ao governo espanhol. A questão catalã passou a ser defendida por ativistas como Julian Assange e Edward Snowden que mostraram o seu apoio à autodeterminação catalã num ato inesperado durante a campanha do referendo de 2017. O responsável pela plataforma WikiLeaks, Julian Assange, entrevistado pela televisão pública catalã, declarou que a questão catalã é o acontecimento mais importante desde a queda do muro de Berlim. O grupo de ativistas Anonymous atacou o site oficial do Tribunal Constitucional espanhol, sites do Partido Popular e do governo espanhol como acto de defesa do independentismo catalão.

#### Desintegração da Espanha

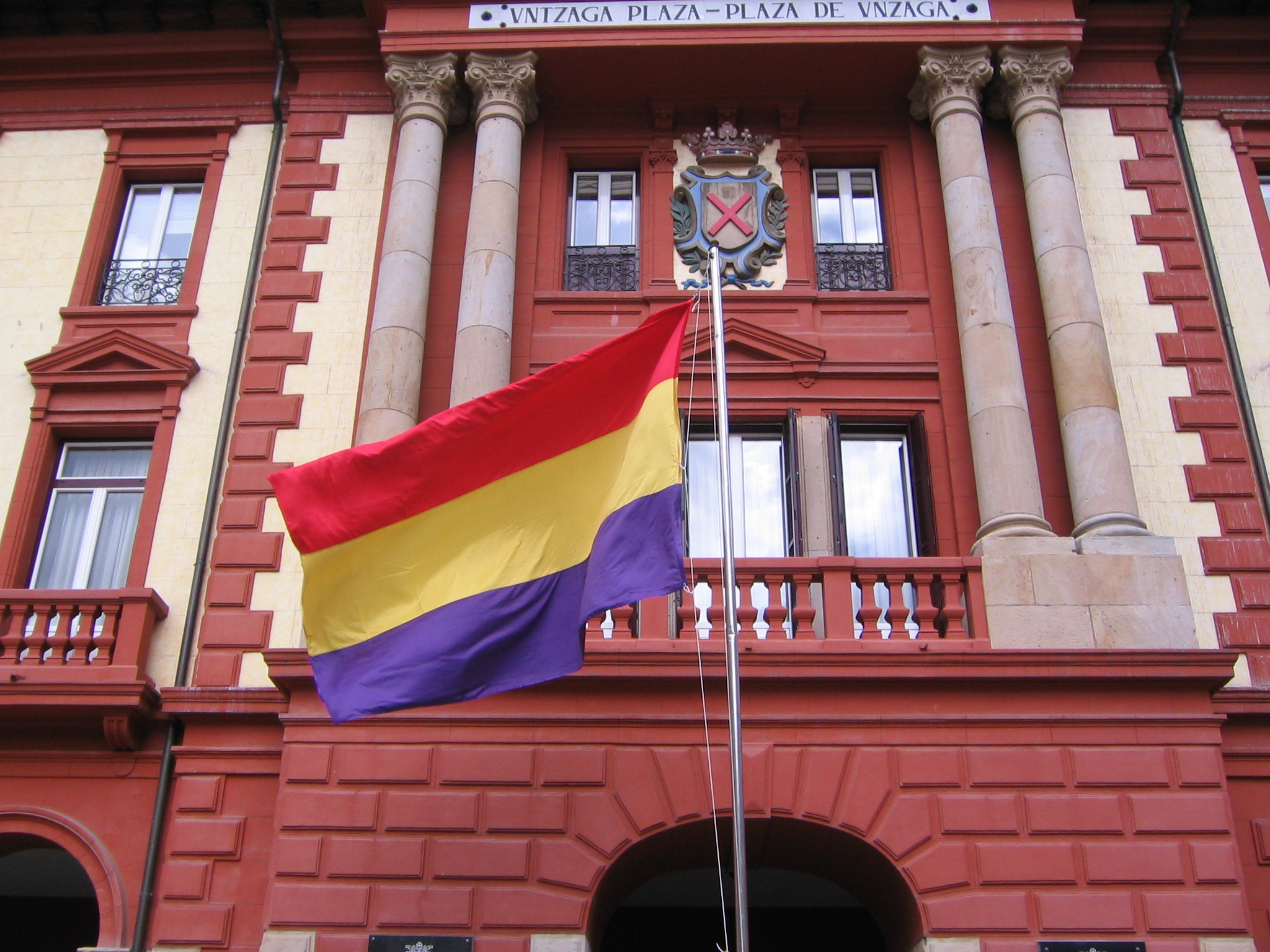
Bandeira republicana espanhola. A saída da Catalunha e do País Basco pode levar a uma crise interna em Castela e abolir a monarquia

Houve jornalistas que abordam a questão da desintegração da Espanha. Três e até mesmo quatro estados poderiam nascer: Castela, País Basco, Catalunha e Galiza. O termo Espanha provém do latim "hispânia" que faz referência a uma província do império romano. A província engloba a península ibérica atual. Durante a história Castela conseguiu construir um dos impérios mais poderosos da Europa. A Espanha chegou a englobar Portugal, Catalunha e País Basco. Hoje só a Catalunha, Galiza e o País Basco permanecem dentro da monarquia hispânica. A secessão de ambas as nações pode pôr fim à monarquia hispânica. Perguntado por um jornalista português, o presidente catalão, Carles Puigdemont, garante que a Espanha ainda tem trajeto e que a independência catalã não é sinónimo de dissolução da Espanha. Mas meios de comunicação castelhanos expressaram mal-estar parente esta hipótese.

### Eleições forçadas
Após a Declaração de Independência as ruas encheram-se uma vez mais de manifestantes. Por uma parte manifestaram-se milhões para celebrar a proclamação da República e por outra parte saíram por volta de um milhão a reclamar em Barcelona a unidade da Espanha. Nenhum país reconheceu a independência catalã, mas devido ao fato do governo espanhol acusar o presidente catalão de rebelião, a Bélgica propôs asilo político a Carles Puigdemont. Fora das fronteiras catalãs também houve manifestações. Em Londres a Assembleia Nacional Catalã organizou protestos para pedir ao Reino Unido de reconhecer a independência catalã. Estes protestos tiveram o apoio do antigo presidente escocês, Alex Salmond. O parlamento escocês votou uma moção onde pede à comunidade internacional de reconhecer a independência da Catalunha. A Justiça espanhola encarcerou uma parte do governo catalão por terem organizado o referendo de autodeterminação. Isso fez saír milhões de pessoas às ruas para pedir a libertação dos presos políticos. O presidente Carles Puigdemont levou uma parte do seu governo a Bruxelas onde aceitou as eleições forçadas pelo governo espanhol como um plebiscito mais à independência. O presidente catalão desafiou o governo espanhol a aceitar os resultados das eleições.

## Seguimento da imprensa

### Internacional
A imprensa internacional esteve interessada pela independência da Catalunha, particularmente os meios de comunicaçãos do mundo inglês. A cobertura foi extensa e teve tendência a focar-se especialmente nos aspetos económicos e políticos do conflito, deixando num lado os aspetos culturais e sociais. A imprensa europeia seguiu o processo independentista, muito mais desinformada, dando uma imagem errada ou incompleta do que acontecia na Catalunha. A imprensa portuguesa parece ter seguido o conflito com mais acerto. Relatou o conflito dando detalhes que cobriam vários aspetos do processo independentista. Também estiveram muito atentos à vida política espanhola. Os artigos de imprensa são quantitativamente mais numerosos no caso português.
Houve vários meios de comunicação que se implicaram diretamente no conflito, expressando pontos de vista. Foi o caso do jornal francês Le Monde e do jornal norte-americano The New York Times que pediram ao presidente Mariano Rajoy de autorizar o referendo, convencidos que aconteceria o mesmo que na Escócia, ou seja, que iria ganhar o "não". O jornal econômico The Economist exigiu a Mariano Rajoy de reformar a Constituição para permitir o referendo. Na Dinamarca o jornal Politiken afirmou num artigo que "um referendo" era convocado "para acabar com 800 anos de amargura e luta pela independência do grande vizinho espanhol". O jornal andorrano Bondia expressou preocupação parente a atitude do governo espanhol. Num artigo editorial, o jornal diz que "não é uma questão só de referendo" ou de "independência" mas de "democracia". O jornal francês Libération relatou desta maneira a violência de policiais do governo espanhol em contra os votantes: "Rajoy é obrigado a escolher entre a violência de um nacionalismo de Estado e a desobediência de um independentismo catalão respeitoso com a democracia". O jornal francês Le Figaro seguiu com grande expectativa o processo independentista catalão. Os meios de comunicação francófonos foram particularmente contrários à independência catalã. Não informaram com a mesma intensidade sobre a questão e houve até manipulação na televisão pública francesa. A diferença esteve marcada pelos meios de comunicação quebequeses, interessados no que acontecia na Catalunha. A imprensa andorrana informou quantitativamente e qualitativamente melhor do que a imprensa europeia.
Os políticos catalães usaram os meios de comunicação estrangeiros para informar sobre aquilo que acontecia na Catalunha. São várias as entrevistas aos presidentes catalães e várias as reportagens derivadas de opiniões expressadas por independentistas. O conflito na Catalunha motivou jornalistas estrangeiros a escrever sobre o problema. Foi o caso do jornalista do The New York Times Raphael Minder que publicou The Struggle for Catalonia.

### Catalã
Os meios de comunicação catalães informaram sobre o processo de independência tendo um ponto de vista favorável à secessão na sua maioria. Os jornais catalães Ara e El Punt Avui informaram com uma tendência declaradamente independentista. Por contra, El Periódico e La Vanguardia tiveram um ponto de vista totalmente contrário à independência ou ambíguo. As televisões catalãs também mantiveram a tendência favorável à secessão. O canal público catalão emitiu todos os eventos suscetíveis de marcar precedentes na História da Catalunha: emissão das manifestações em Barcelona, comunicados do estado catalão e espanhol, conferências de imprensa, entrevistas ao presidente catalão... Houve críticas em contra dos meios de comunicação catalães, acusados de doutrinar o público. O público catalão teve acesso aos meios espanhóis e catalães. Para tentar conquistar leitores o jornal catalão La Vanguardia e os jornais espanhóis El País e Público resolveram editar também em língua catalã.

### Espanhola
Os meios de comunicação espanhóis informaram sobre o processo de independência tendo um ponto de vista contrário à secessão. Não existem meios de comunicação espanhóis favoráveis à independência. Todos se pronunciaram em contra da independência, posicionando-se do lado do governo espanhol, com capas que condenam os referendos. O jornal Público foi o único a manter uma posição mais neutral. Houve muitas críticas por volta da imprensa espanhola, acusada de manipular os leitores e de promover o racismo para com os catalães. O ativista Julian Assange acusou os jornais El País e ABC de manipular em favor do governo espanhol e pediu a demissão do diretor do El Periódico. A televisão pública espanhola não deu voz aos partidários da independência e nos meios espanhóis tentou-se dar uma imagem falsa de nacionalistas catalães radicais e violentos.

## Sondagens

### Centro de Investigações Sociológicas (CIS)
O CIS, dependente Ministério da Presidência espanhol, realizou em 2001 uma sondagem de opinião na Catalunha na qual perguntava, explicitamente, se o inquirido era favorável ou não à independência da Catalunha. Os resultados foram os seguintes: 35,9% dos inquiridos estavam a favor, 48,1% contra, 13,3% indecisos e 2,8% não responderam.

### Instituto de Ciências Políticas e Sociais (ICPS)
O ICPS realiza sondagens de opinião anuais desde 1989, nas quais inclui um capítulo relacionado com a independência da Catalunha. Os resultados públicos deste capítulo, classificados por anos, são os seguintes:
| Ano   | A favor (%) | Contra (%) | Indiferente (%) | Não sabe/não responde (%) |
| ----- | ----------- | ---------- | --------------- | ------------------------- |
| 1991  | 35          | 50         | 11              | 4                         |
| 1992  | 31          | 53         | 11              | 5                         |
| 1993  | 37          | 50         | 9               | 5                         |
| 1994  | 35          | 49         | 14              | 3                         |
| 1995  | 36          | 52         | 10              | 3                         |
| 1996  | 29          | 56         | 11              | 4                         |
| 1997  | 32          | 52         | 11              | 5                         |
| 1998  | 32          | 55         | 10              | 3                         |
| 1999  | 32          | 55         | 10              | 3                         |
| 2000  | 32          | 53         | 13              | 3                         |
| 2001  | 33          | 55         | 11              | 1                         |
| 2002  | 34          | 52         | 12              | 1                         |
| 2003* | 43          | 43         | 12              | 1                         |
| 2004* | 39          | 44         | 13              | 3                         |
| 2005  | 36          | 44         | 15              | 6                         |
| 2006  | 33          | 48         | 17              | 2                         |
| 2007  | 31,7        | 51,3       | 14,1            | 2,9                       |

Nas sondagens a partir de 2011 pergunta-se diretamente aos entrevistados o que votariam num eventual referendo sobre a independência da Catalunha:
| Data | A favor (%) | Contra (%) | Abstenção (%) | Em branco (%) | Não sabe (%) | Não responde (%) |
| ---- | ----------- | ---------- | ------------- | ------------- | ------------ | ---------------- |
| 2011 | 41,4        | 22,9       | 25,5          | 1,0           | 8,3          | 0,9              |
| 2012 | 46,5        | 28,8       | 16,3          | 1,7           | 6,3          | 0,6              |

### Centro de Estudos de Opinião
O Centro de Estudos de Opinião também realiza, a cada dois meses, um estudo acerca da opinião política dos cidadãos. Os resultados no que concerne ao independentismo catalão foram os seguintes:
| Data              | Estado independente (%) | Estado federal (%) | Comunidade autónoma (%) | Região (%) | Não sabe (%) | Não responde (%) |
| ----------------- | ----------------------- | ------------------ | ----------------------- | ---------- | ------------ | ---------------- |
| Junho de 2005     | 13,6                    | 31,3               | 40,8                    | 7,0        | 6,2          | 1,1              |
| Novembro de 2005  | 12,9                    | 35,8               | 37,6                    | 5,6        | 6,9          | 1,2              |
| Março de 2006     | 13,9                    | 33,4               | 38,2                    | 8,1        | 5,1          | 1,2              |
| Julho de 2006     | 14,9                    | 34,1               | 37,3                    | 6,9        | 6,1          | 0,7              |
| Outubro de 2006   | 14,0                    | 32,9               | 38,9                    | 8,3        | 5,1          | 0,8              |
| Novembro de 2006  | 15,9                    | 32,8               | 40,0                    | 6,8        | 3,7          | 0,8              |
| Março de 2007     | 14,5                    | 35,3               | 37,0                    | 6,1        | 4,9          | 2,2              |
| Julho de 2007     | 16,9                    | 34,0               | 37,3                    | 5,5        | 5,4          | 1,0              |
| Outubro de 2007   | 18,5                    | 34,2               | 35,0                    | 4,7        | 6,0          | 1,5              |
| Dezembro de 2007  | 17,3                    | 33,8               | 37,8                    | 5,1        | 5,0          | 1,0              |
| Janeiro de 2008   | 19,4                    | 36,4               | 34,8                    | 3,8        | 4,1          | 1,6              |
| Maio de 2008      | 17,6                    | 33,4               | 38,9                    | 5,1        | 4,3          | 0,7              |
| Julho de 2008     | 19,4                    | 34,7               | 37,0                    | 6,1        | 5,2          | 0,9              |
| Novembro de 2008  | 17,4                    | 31,8               | 38,3                    | 7,1        | 4,2          | 1,2              |
| Fevereiro de 2009 | 16,1                    | 35,2               | 38,6                    | 4,5        | 3,6          | 0,2              |
| Maio de 2009      | 20,9                    | 35,0               | 34,9                    | 4,4        | 3,0          | 1,7              |
| Julho de 2009     | 19,0                    | 32,2               | 36,8                    | 6,2        | 4,2          | 1,6              |
| Dezembro de 2009  | 21,6                    | 29,9               | 36,9                    | 5,9        | 4,1          | 1,6              |
| Fevereiro de 2010 | 19,4                    | 29,5               | 38,2                    | 6,9        | 4,4          | 1,6              |
| Maio de 2010      | 21,5                    | 31,2               | 35,2                    | 7,3        | 4,0          | 1,7              |
| Julho de 2010     | 24,3                    | 31,0               | 33,3                    | 5,4        | 4,9          | 1,0              |
| Novembro de 2010  | 25,2                    | 30,9               | 34,7                    | 5,9        | 2,7          | 0,7              |
| Janeiro de 2011   | 24,5                    | 31,9               | 33,2                    | 5,6        | 3,5          | 1,3              |
| Junho de 2011     | 25,0                    | 33,0               | 31,8                    | 5,6        | 3,4          | 0,7              |
| Outubro de 2011   | 28,2                    | 30,4               | 30,3                    | 5,7        | 3,9          | 1,5              |
| Março de 2012     | 29,0                    | 30,8               | 27,8                    | 5,2        | 5,4          | 1,8              |
| Junho de 2012     | 34,0                    | 28,7               | 25,4                    | 5,7        | 5,0          | 1,3              |
| Novembro de 2012  | 44,3                    | 25,5               | 19,1                    | 4,0        | 4,9          | 2,2              |
| Fevereiro de 2013 | 46,4                    | 22,4               | 20,7                    | 4,4        | 4,9          | 1,2              |
| Maio de 2013      | 47,0                    | 21,2               | 22,8                    | 4,6        | 3,5          | 0,9              |

### Universidade Aberta da Catalunha
Os resultados do inquérito realizado pelo Instituto DYM, para a Universidade Aberta da Catalunha, foram:
| Ano  | A favor (%) | Contra (%) | Abstenção (%) | Indecisos (%) |
| ---- | ----------- | ---------- | ------------- | ------------- |
| 2008 | 36,5        | 22,1       | 27,1          | 11,7          |
| 2009 | 50,3        | 17,8       | 24,6          | 1,4           |

O estudo de 2008, realizado mediante inquéritos telefónicos, mostra que 36,5% votaria, em caso de referendo, a favor da independência. Já 22,1% votaria contra, 27,1 abster-se-ia e 11,7 não tem o voto decidido.
O último estudo sobre o tema foi realizado mediante entrevista telefónica, a catalães maiores de 18 anos, pelo Centro de Estudos de Opinião da Generalitat da Catalunha e publicado em dezembro de 2009. Nas citadas entrevistas telefónicas incluíram-se diversas perguntas acerca do sentimento de pertença a Espanha e/ou Catalunha.
| Ano  | Só catalão (%) | Mais catalão que espanhol (%) | Tão espanhol quanto catalão (%) | Mais espanhol que catalão (%) | Só espanhol (%) | Não sabe (%) | Não responde (%) |
| ---- | -------------- | ----------------------------- | ------------------------------- | ----------------------------- | --------------- | ------------ | ---------------- |
| 2009 | 19,1           | 25,6                          | 42,7                            | 4,5                           | 5,7             | 0,8          | 1,6              |

### Referendo popular sobre a independência da Catalunha em 2009
Depois da realização a 13 de setembro de 2009 de um referendo popular em Arenys de Munt sobre a vontade dos seus habitantes em serem independentes da Espanha, dois meses de pois, a 13 de dezembro, realizou-se um outro referendo popular, em 167 municípios da Catalunha, na qual os seus habitantes foram convocados a responder à seguinte pergunta: "É a favor de que a Catalunha seja um Estado de direito, independente, democrático e social, integrado na União Europeia?". Estavam convocados às urnas um total de 700 000 votantes, e participaram na consulta 200 000 pessoas, 30% do censo. O "sim" venceu com valores pouco abaixo dos 95% dos votos, frente ao "não" com 3,52%.

### Referendo sobre a independência da Catalunha em 2014
No dia 12 de dezembro de 2013 foi anunciado um projeto de referendo sobre a independência da Catalunha, pelo presidente da Generalitat, Artur Mas (CiU, primeira força política na região), que contou com o apoio dos partidos representados por Oriol Junqueras (ERC, segunda força política mais votada), Joan Herrera (ICV, quinta força política), Joana Ortega e Ramon Espadaler (UDC, parceiros de coligação da CiU), Joan Mena (EUiA, parceiros políticos de coligação com ICV) e David Fernández e Quim Arrufat (CUP, nona força política). O apoio destes partidos à realização do referendo confere uma maioria de 88 deputados dentro dos 135 do Parlamento catalão.
O referendo que se pretende realizar a 9 de novembro de 2014 tem um formato binomial: "Quer que a Catalunha seja um Estado?" e "Se sim, quer que este Estado seja independente?". O Governo central espanhol, presidido por Mariano Rajoy (Partido Popular), indicou que fará tudo o que está ao seu alcance para impedir que se realize.

### Referendo sobre a independência da Catalunha em 2017
Em 2017 ocorreu um referendo conhecido como 1-O convocado pelo Governo Regional da Catalunha (Generalidade da Catalunha).
Os eleitores catalães deviam tomar posição sobre a pergunta "Quer que a Catalunha seja um estado independente em forma de república?". De acordo com os organizadores, mais de noventa por cento dos eleitores votaram sim à proposta.
Já no Vale de Aran a maioria das pessoas foram contrárias a proposta, e pretenderam manter-se unidas à Espanha.
Na terça-feira do dia 10 de outubro de 2017 Carles Puigdemont declarou a independência catalã de forma unilateral, mas pediu, no entanto, que o efeito da declaração de independência seja suspenso durante algumas semanas para que se abra um diálogo.

## Posicionamentos

### Partidos políticos catalães
- Esquerra Republicana de Catalunya: em favor da independência da Catalunha
- Partit Demòcrata Català: em favor da independência da Catalunha
- Candidatura Unitària Popular: em favor da independência da Catalunha
- Partit Popular català: em contra da independência da Catalunha
- Partit Socialista català: em contra da independência da Catalunha
- Catalunya Sí que És Pot (Podemos): em contra da independência da Catalunha mas em favor do referendo de autodeterminação
- Ciutadans: em contra da independência da Catalunha

### Partidos políticos do parlamento Espanhol
- Partido Popular: em contra da independência da Catalunha
- Partido Socialista Obrero Español: em contra da independência da Catalunha
- Podemos: em contra da independência da Catalunha mas em favor do referendo de autodeterminação
- Ciudadanos: em contra da independência da Catalunha
- EH Bildu: em favor da independência da Catalunha
- Partido Nacionalista Basco: em favor da independência da Catalunha
- Coalición Canária: em contra da independência da Catalunha mas em favor do referendo de autodeterminação
- Esquerra Republicana de Catalunya: em favor da independência da Catalunha
- Llibertat i Democràcia: em favor da independência da Catalunha

### Partidos políticos do parlamento Europeu
- Partido Popular Europeu: aceita um referendo de autodeterminação pactado entre Madrid e Barcelona
- Aliança Progressista dos Socialistas e Democratas: em caso de independência da Catalunha, o novo país ficaria fora da UE[339]
- Reformistas e Conservadores Europeus: não existe uma posição sobre a independência catalã
- Aliança dos Liberais e Democratas pela Europa: não existe uma posição sobre a independência catalã
- Esquerda Unitária Europeia/Esquerda Nórdica Verde: defende um referendo na Catalunha[340]
- Verdes/Aliança Livre Europeia: favoráveis à independência catalã[341]

### Organizações internacionais
- Nações Unidas - Ban Ki-moon, secretário geral da ONU, em 2013 “todas as questões pendentes entre países e dentro de países devem ser sempre resolvidas através de meios pacíficos e com diálogo, respeitando as aspirações genuínas dos povos”.[342]
- União Europeia - O presidente da Comissão Europeia José Manuel Durão Barrosso declarou que «uma Catalunha independente deixaria de ser membro da União Europeia.»[343] A questão da independência da Catalunha e da Escócia foi sempre respondida da mesma maneira "é uma questão interna" e a UE não tem nada a dizer. O próprio José Manuel Durão Barrosso declarou que uma independência da Escócia situaria o país automaticamente fora da UE.[344][345] Mas logo após o Brexit Juncker declarou que a Comissão Europeia tinha "a porta muito aberta" a uma Escócia independente.[262] No mês de setembro de 2017 Juncker declara na imprensa que respeitaria a decisão derivada do referendo catalão, avisando que a Catalunha ficaria fora da União Europeia se votasse em favor da secessão.[346]
- Conselho da Europa - O Conselho da Europa condena na sua maioria o uso que o governo espanhol fez da violência para impedir o referendo de autodeterminação catalão e compreende que a Catalunha quer um referendo de estilo escocês.[347]
- OTAN - O secretário geral da NATO, Jens Stoltenberg, considera que a "questão catalã é um assunto doméstico que tem de ser resolvido dentro da ordem constitucional da Espanha".[348]

### Governos, parlamentos e presidentes
- Alemanha - Angela Merkel, chanceler alemã: “nós apostamos pela integridade territorial de todos os países. É muito diferente da independência e criação de regiões independentes”.[349]
  - Já em 2017 o ministro de Assuntos Exteriores da Alemanha, Sigmar Gabriel, mostrou-se preocupado pela situação na Catalunha e confiado de "haver uma margem de maniobra" para resolver o conflito.[350]
- França - François Hollande, presidente da República Francesa, “as aspirações de independência da Catalunha são um assunto de política interna espanhola”[351]
- Reino Unido - David Cameron, enquanto primeiro-ministro britânico, “não se podem ignorar as questões de nacionalidade, independência e identidade; é necessário deixar o povo decidir”.[352]
- Canada - Justin Trudeau, primeiro-ministro do Canadá, “não se pode comparar de forma direta a situação do Quebec com a de outras regiões como a Catalunha, Escócia ou qualquer outro lugar”.[353]
- Grécia - Alexis Tsipras, após as negociações sobre a dívida da Grécia com a EU, o presidente deste país diz que viu Mariano Rajoy, primeiro-ministro espanhol, “muito nervoso” e acusou-o de querer trazer para a Grécia os seus problemas internos.[354]
- Grécia - Varoufakis, ex-ministro de Economia da Grécia, afirmou para Huffpost que "se a Catalunha consegue se independentizar [a Comissão Europeia] encontrará uma solução conveniente para em cinco minutos voltar a pedir a entrada e ser readmitida" na UE.[355]
- Letónia - Valdis Dombrovskis, primeiro-ministro letão, “se existe uma vontade evidente do povo e uma demanda clara de um referendo, vale a pena prestar atenção e procurar opções sobre como abordá-lo”.[356]
- Lituânia - Algirdas Butkevičius, primeiro-ministro lituano, “cada país tem de encontrar o seu próprio caminho e tem o direito à autodeterminação”.[357]
- Islândia - Ólafur Grímsson, primeiro-ministro islandês, “muita gente dizia nessa altura: uma nação tão pequena não pode sobreviver de nenhuma das maneiras” [...] “a independência, por si própria, nunca pode ser negativa”.
- Suécia - Bodil Ceballos, porta-voz do parlamento sueco, “a Suécia foi a primeira a reconhecer a independência do Kosovo, que a Espanha ainda não reconheceu, e a Suécia é um país democrático e, por tanto, acho que os democratas suecos estão a favor do referendo catalão”.[358]
- Estados Unidos - Caitlin Hayden, porta-voz em matéria de segurança dos EUA, “os Estados Unidos reconhecem a singularidade cultura e as tradições da região catalã, mas consideramos o estatuto da Catalunha como um assunto interno da Espanha”.[359] No mês de setembro de 2017 a porta-voz do governo americano diz que falará "com o governo que sair do referendo" de autodeterminação catalão.[346]
- Andorra - Jordi Cinca, ministro das Finanças andorrano, “não consigo compreender que não haja possibilidade que alguém possa votar o seu futuro”.[360]
- Curdistão - Massoud Barzani, presidente do Kurdistão iraquiano, “o Curdistão tem direito a desenhar o seu futuro, do mesmo modo que a Escócia, a Catalunha e o Quebec”.[361]
- Portugal - Mário Soares, ex-presidente português, “Rajoy maltrata a Catalunha”.[362]
  - Já em 2017 o primeiro-ministro português António Costa diz que a Espanha é um "país irmão" e pede respeito à "Constituição de Espanha" e à "unidade da Espanha".[363]
- Eslováquia - Eduard Kukan, ministro eslovaco de assuntos externos, “a vontade das pessoas, no fim de tudo isto, estará por cima se há um compromisso de responsabilidade política e demanda de direitos”.[364]
- Venezuela - Nicolás Maduro, em maio 2015, “Visca Catalunya”.[365]
- Escócia - Alex Salmond, primeiro-ministro escocês, "se o povo quer, um dia a Catalunha será independente".[366]
- Equador - Perguntado pela imprensa catalã sobre se o Equador estaria disposto a reconhecer uma Catalunha independente, o ministro das Relações Externas, Ricardo Pañito, respondeu que "este é um assunto a analisar, não posso dar uma resposta neste momento. Sinto muito não poder responder".[367]
  - Já no mês de setembro de 2017 o ministro de Educação do Equador escreve num artigo de imprensa: "a independência catalã é um feito histórico. Começou a ser disputada quando se unificou Catalunha e Castela".[368]
- Vaticano - O Papa Francisco declarou que «qualquer divisão preocupa-me» mas que «é necessário estudar cada caso. Há casos justos e outros que não são justos, mas a secessão de uma nação, sem um antecedente de unidade forçosa tem de ser colocado com cuidado e analisar todos os aspetos».[369]
- Irlanda - O autarca de Dublin, Christy Burke, declarou que «a Catalunha merece a independência» e que os irlandeses «compreendemos totalmente o sentimento do povo catalão porque sabemos o que é ser tratado como cidadão de segunda classe»[370]
  - Já em 2017 e após o referendo do mês de outubro o primeiro-ministro irlandês, Leo Varadkar, afirmou que a ação do governo espanhol em contra dos votantes foi "desproporcionada e contra-produtiva".[371]
- Hungria - Perguntado pelo referendo catalão o porta-voz do governo húngaro, Zoltán Kovács, declarou que "todos temos de respeitar a vontade das pessoas. Isso é o significado de democracia".[372]
- Itália - O ex-primeiro-ministro italiano Romano Prodi pediu diálogo entre a Espanha e a Catalunha para "proteger as aspirações democráticas de todos os povos da nação espanhola".[373]
  - Sílvio Berlusconi, ex-primeiro ministro italiano, defendeu um "referendo legal" para resolver a situação catalã.[374]
- Estónia - Milan Kučan, ex-presidente da Estónia, afirmou num comunicado "a única saída às tensões entre Madrid e Barcelona é o diálogo".[375]
- Bélgica - O primeiro-ministro da Bélgica, Charles Michel, publica no Twitter que "a violência nunca pode ser a resposta" em relação às cargas policiais do governo espanhol contra os votantes catalães.[376]
- Eslovénia - O primeiro-ministro da Eslovénia "chama ao diálogo" para resolver a situação entre a Catalunha e a Espanha[377]
- República Checa - Martin Ayrer, porta-voz do governo checo condenou através do Twitter as força policial em contra dos votantes catalães.[377]
- Finlândia - O presidente da Finlândia, Sauli Niinistö, pediu diálogo para a questão catalã achando que "a situação na Catalunha parece séria".[377]
- Rússia - O presidente da Rússia, Vladimir Putin, declarou-se "seriamente preocupado" pela situação na Catalunha, considerando o conflito como um "assunto interno" da Espanha, mas confiado em que o país "supere a crise".
- México - O ministro de Assuntos Exteriores do México, Luis Videgaray, declarou que o seu governo não irá reconhecer a declaração de independência da Catalunha em virtude "ao Direito Internacional", acrescentando que a Espanha é um "país entranhável" e ambos os países estão unidos pela "história e as oportunidades do presente e do futuro". Para o ministro mexicano a Espanha "é um aliado".[378]
- Argentina - O governo argentino manifestou a sua "confiança" no governo espanhol para garantir o “diálogo” assim como a “integridade territorial” da Espanha.[378]
- Colômbia - O governo colombiano recusou "qualquer declaração unilateral de independência" da Catalunha.[378]
- Luxemburgo - O primeiro-ministro do Luxemburgo, Xavier Bettel, declarou que "a União Europeia não pode ignorar a crise catalã".[379]